# Wladimir Hegel
Wladimir C. Hegel (în poloneză Włodzimierz) (n. 13 aprilie 1838, Varșovia, Imperiul Rus – d. 1918, București, România) a fost un sculptor și profesor francez de origine polonezo-germană care a trăit în România. A fost un artist care, prin personalitatea și opera sa, s-a remarcat în perioada 1890 - 1905 în sculptura din România. El a reușit în scurt timp de la venirea sa în București, să realizeze câteva monumente de for public - Statuia lui Miron Costin din Iași, Statuia lui Vasile Alecsandri din Iași, Monumentul lui C. A. Rosetti și Monumentul Eroilor Pompieri din București, precum și numeroase busturi funerare. Împreună cu Ion Georgescu, Karl Storck și Carol Storck, a imprimat spiritul neoclasic în sculptura românească.
Wladimir Hegel a fost și un foarte bun pedagog fiind profesor de sculptură și modelaj la Școala de arte și meserii din București unde a predat pentru o perioadă de timp și gravura. A fost profesor de sculptură la Școala de belle-arte din București după decesul lui Ion Georgescu din anul 1898, la Școala normală de institutoare și la Școala de pictură a Ateneului. A avut numeroși elevi dintre care s-au remarcat cu predilecție Constantin Brâncuși și Dimitrie Paciurea, pe cel din urmă l-a sprijinit să plece la specializare în străinătate.

## Biografie
Wladimir C. Hegel s-a născut în 13 aprilie 1838 la Varșovia, părinții săi fiind de origine polono-germană. Wladimir Hegel  descinde în linie directă dintr-o dinastie de sculptori: străbunicul său, Józef Hegel, bunicul, Antoni Hegel, și tatăl său, Konstanty Hegel, au fost sculptori de profesie. Tatăl său, Konstanty Hegel, a absolvit Liceul și apoi Universitatea din Varșovia, la Facultatea de Belle Arte, în 1823, avându-i ca profesori pe renumiții artiști: Paweł Malinski, Antoni Brodowski și Antoni Blank. Konstanty Hegel a fost consilier de stat și directorul Școlii de belle-arte din Varșovia, a studiat cu François Jouffroy și Colet la Școala de arte și industrii din Paris.
Wladimir Hegel a studiat în Germania și la Paris la École des Beaux Arts, unde în mod fericit a fost cunoscut de omul de cultură și bărbatul de stat român Vasile Urechea-Alexandrescu, care primise în 1873 o statuetă realizată de sculptorul Hegel, drept omagiu pentru participarea sa la Congresul latinității de la Paris, și care l-a convins să vină în România, unde l-a sprijinit să se afirme.
Ca urmare a comenzii pe care a primit-o pentru realizarea Statuii lui Miron Costin de la Iași, cu recomandarea președintelui Franței, Marie-François-Sadi Carnot, și a susținerii intelectualității bucureștene formate din personalități de seamă a acelor timpuri ca V. A. Urechia, Mihail Kogălniceanu, Nicolae Culianu, Iacob Negruzzi, Nicolae Gane etc, Hegel s-a stabilit la București începând din anul 1885.  Fiind bine primit și la Iași, cu ocazia inaugurării monumentului lui Miron Costin, având și promisiuni pentru realizarea și altor comenzi, Hegel s-a stabilit definitiv în România, conform unei declarații orale a profesorului Edgar Papu, menționată de istoricul Petre Oprea în studiile sale, prin căsătoria cu o descendentă a familiei Văcărescu.
Ținându-se de promisiunile date, anturajul său din România, i-a dat imediat comenzi de portrete și l-a recomandat pentru ocuparea catedrei de desen ornamental și de modelaj din cadrul Școlii de arte și meserii din București. Hegel a ocupat acest post neretribuit în perioada decembrie 1890 - iunie 1891 și de la 1 septembrie 1891 a fost angajat ca șef de atelier clasa a II-a. Numirea sculptorului în acest post a stârnit o campanie de presă violentă, contra celor care au trădat interesul sculptorilor autohtoni în favoarea unuia străin. Ca urmare, Wladimir Hegel a cerut naturalizarea pe care a obținut-o imediat, fapt care a dus la încheierea ostilităților campaniilor de presă împotriva sa. Prin acest demers s-a îndeplinit un deziderat ce era vechi de un sfert de secol, al mai multor pașoptiști, care au dorit să declanșeze o stare de efervescență în domeniul sculpturii prin naturalizarea unui sculptor străin cu mare renume. În acele vremuri, cel mai autorizat în toate mediile era Jean-Joseph Coupon (n. 1822 - d. 1871), care era văduv și putea fi convins să accepte oferta.
Așa cum s-a dovedit în scurtă vreme, Wladimir Hegel era un foarte bun pedagog și ca atare, și-a atras multe simpatii și comenzi numeroase. Sculptorul a fost, în paralel, profesor și la Școala normală de institutoare și inspector general de desen în 1904. El a devenit imediat, alături de Carol Storck și Ion Georgescu, unul dintre cei mai căutați sculptori din România. În anul 1892 s-a remarcat printr-o lucrare plină de îndrăzneală, cu o înălțime de 40 metri, un anteproiect pentru Monumentul Independenței române. Monumentul a fost inspirat după Columna lui Traian din Roma, având o bază poligonală cu basoreliefuri în care erau înfățișate scene din istoria națională modernă. Pe această bază se ridica o coloană pe care erau sculptate 64 de scene din istoria autohtonă veche și deasupra ei trona statuia României victorioase. Schița monumentului a fost apreciată, dar a rămas în stadiul de proiect, nefiind realizată.
Tot din anul 1892, datează și bustul poetului Mihai Eminescu, realizat în bronz. Acesta, împreună cu bustul Comitelui Rosetti, realizat de Ion Georgescu, a fost instalat pe aleea principală aflată în fața Ateneului. Au existat și alte comenzi importante pe care le-a realizat în anii ce au urmat. Așa a fost  bustul lui Mihail Kogălniceanu de la Galați, statuia intitulată Justiția pentru Palatul Justiției din București,[A] două statui decorative, una reprezentând dreptul și cealaltă literatura, ambele fiind comenzi date de Academia Mihăileană. La toate acestea, poate fi menționat și Frontonul de la Școala de anatomie din Iași.
La moartea neașteptată a sculptorului Ion Georgescu din anul 1898, Wladimir Hegel a fost numit ca profesor la catedra de sculptură a Școlii de belle-arte din București. În anul 1899, a preluat comanda realizării Statuii Pompierilor de la 1848, monument care s-a dovedit a fi o lucrare capitală pentru cariera sa artistică.

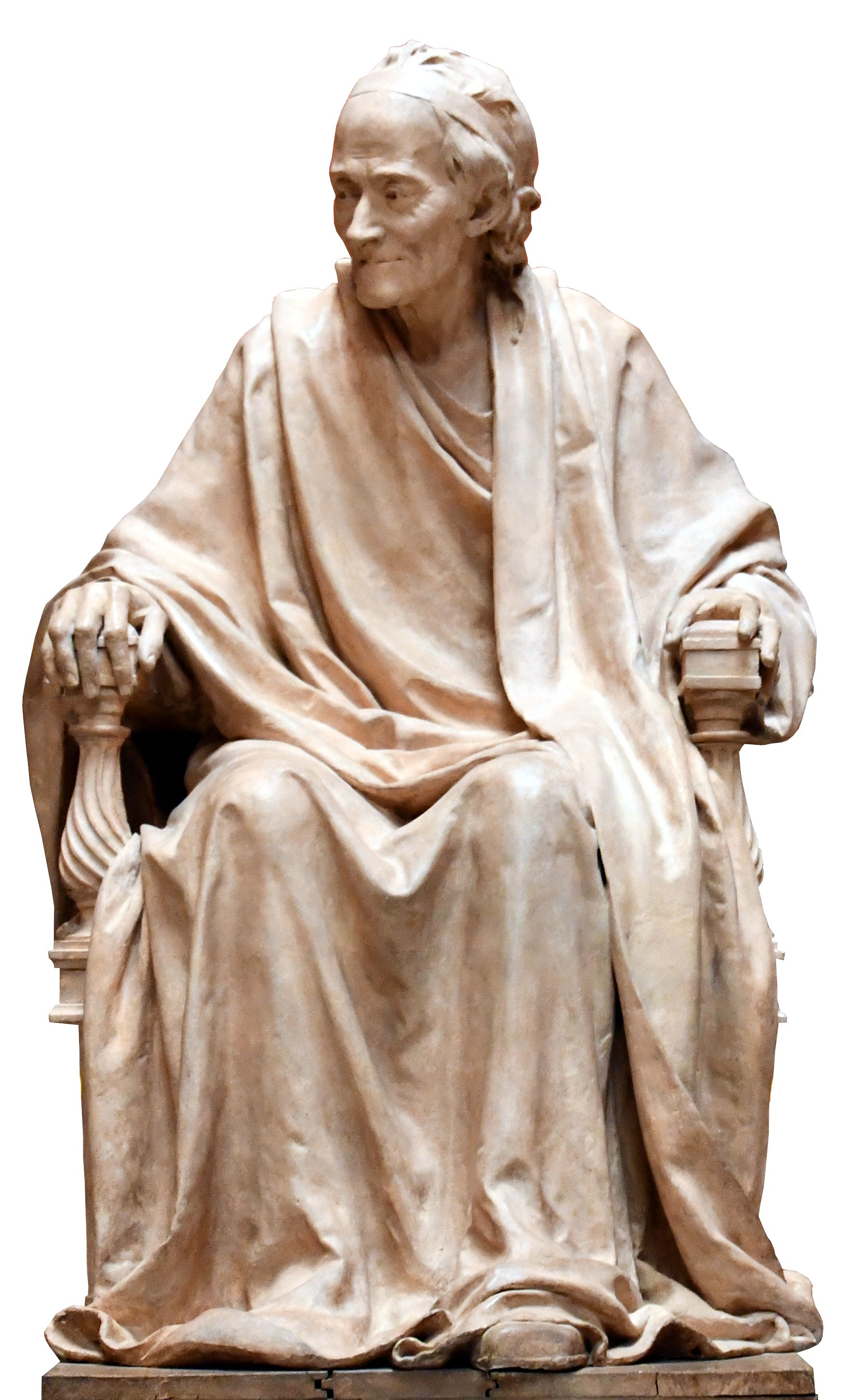
Voltaire - de Jean-Antoine Houdon

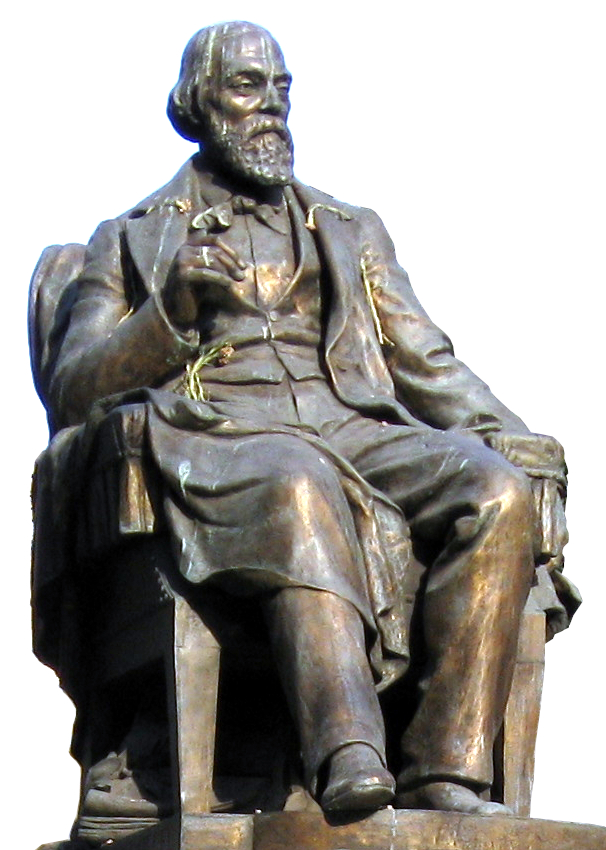
Statuia lui C. A. Rosetti - de Wladimir Hegel

A executat în următorii ani mai multe portrete dintre care se remarcă cel al lui V. A. Urechia, lucrare pe care a donat-o în luna octombrie 1901 Ateneului Român, împreună cu bustul fostului director al C.F.R.-ului, care era instalat în curtea Școlii de poduri și șosele, și macheta Monumentului Pompierilor. Dintr-o informație de presă se relevă faptul că portretul lui V. A. Urechia a fost premiat într-o expoziție din Paris.
Există mărturii consemnate de cronica de presă prin care se menționează că în anul 1902 sculptorul ar fi definitivat un bust în marmură al chirurgului Leonte și unul în marmură al lui Gogu Cantacuzino, care urma să fie montat în sala de ședințe a Senatului României. Tot în 1902, Hegel lucra la o statuie și la un medalion destinat piedestalului Farului din Constanța, cu un diametru de 2.25m, la bustul lui Gheorghe Chițu pentru holul Adunării deputaților și la un basorelief pentru soclul statuii lui C. A. Rosetti din București, inaugurată în anul 1903. George Oprescu a precizat că statuia lui C. A. Rosetti „... ne duce cu gândul la faimoasa statuie a lui Voltaire”, realizată de Jean-Antoine Houdon aflată la Muzeul Fabre (Musée Fabre).
Succesul pe care l-a înregistrat Wladimir Hegel a fost confirmat și în anul 1903 când a primit o nouă comandă oficială - Statuia lui Vasile Alecsandri din Iași. Tot în 1903 a obținut Premiul al II-lea la un concurs pentru realizarea unui monument în București.
În anul 1905 a făcut un bust comandat de Primăria din Iași și bustul lui Ștefan cel Mare pe care l-a donat Liceului Gheorghe Lazăr. A mai executat portrete ca bustul lui Constantin I. Stăncescu, dr. Ioan Kalinderu, Petre S. Aurelian etc. A primit în 1908 comanda pentru busturile lui Dinicu și Radu Golescu, părți ale Monumentul lui Dinicu Golescu din București. Din acest moment activitatea sa de sculptor activ s-a diminuat semnificativ din cauza vârstei și a realizat arareori câte un bust pentru prietenii apropiați, așa cum a fost și portretul lui C. I. Stăncescu pe care l-a expus în anul 1910 la Salonul Oficial.
W. Hegel i-a fost profesor și sculptorului Dimitrie Paciurea, căruia i-a insuflat cultul pentru formă, și pe care l-a sprijinit să își continue studiile la Paris.
Prin preocuparea sculptorului Wladimir C. Hegel s-a importat din Anglia o instalație completă de turnare a metalelor pentru Școala de Arte si Meserii. Așa a format o serie de turnători români, care au contribuit la realizarea în țară de statui și monumente.
După unele informații de natură orală preluate de istoricul de artă Petre Oprea, Wladimir Hegel a murit la București în anul 1918 și nu în Statele Unite ale Americii așa cum a precizat Lucian Predescu.

## Opera

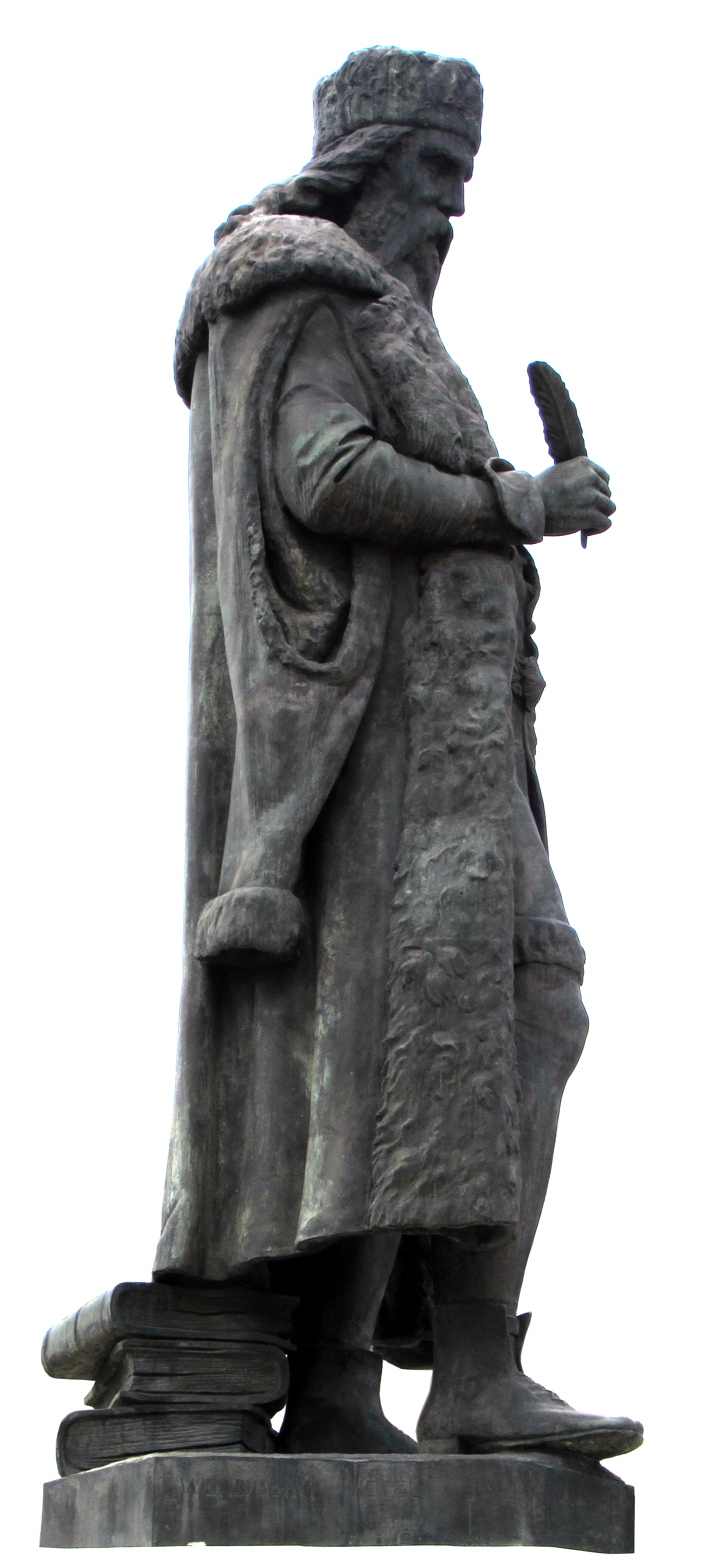
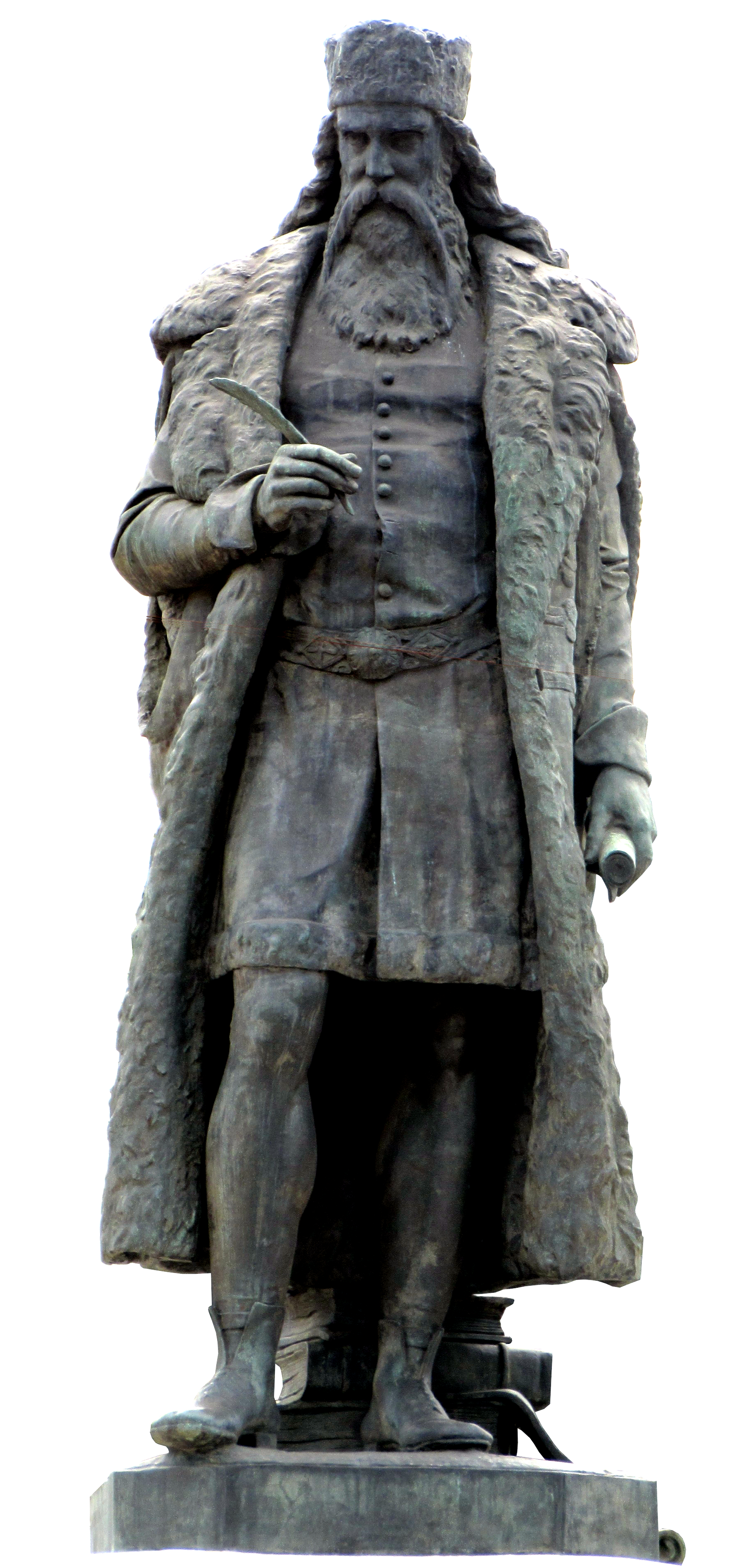
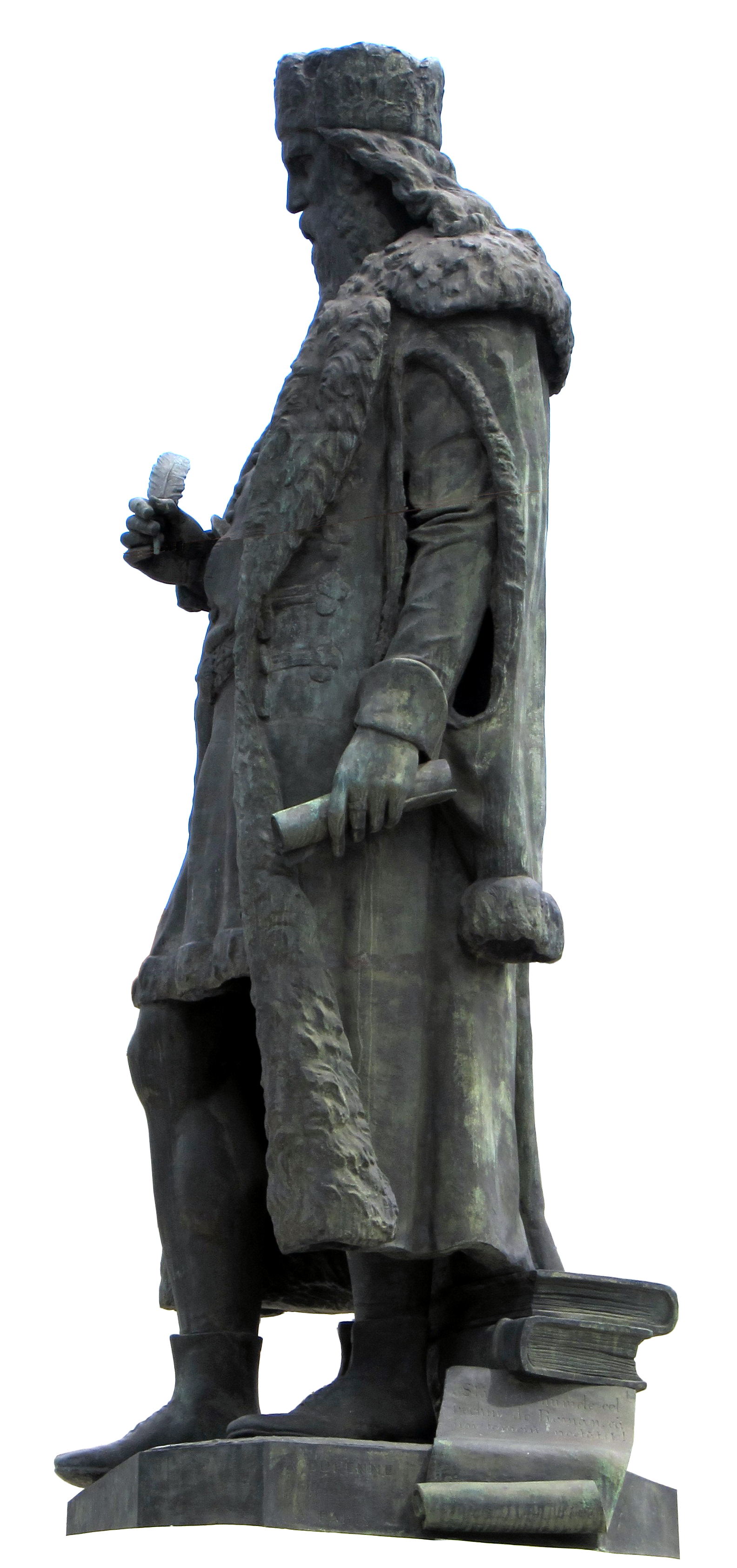
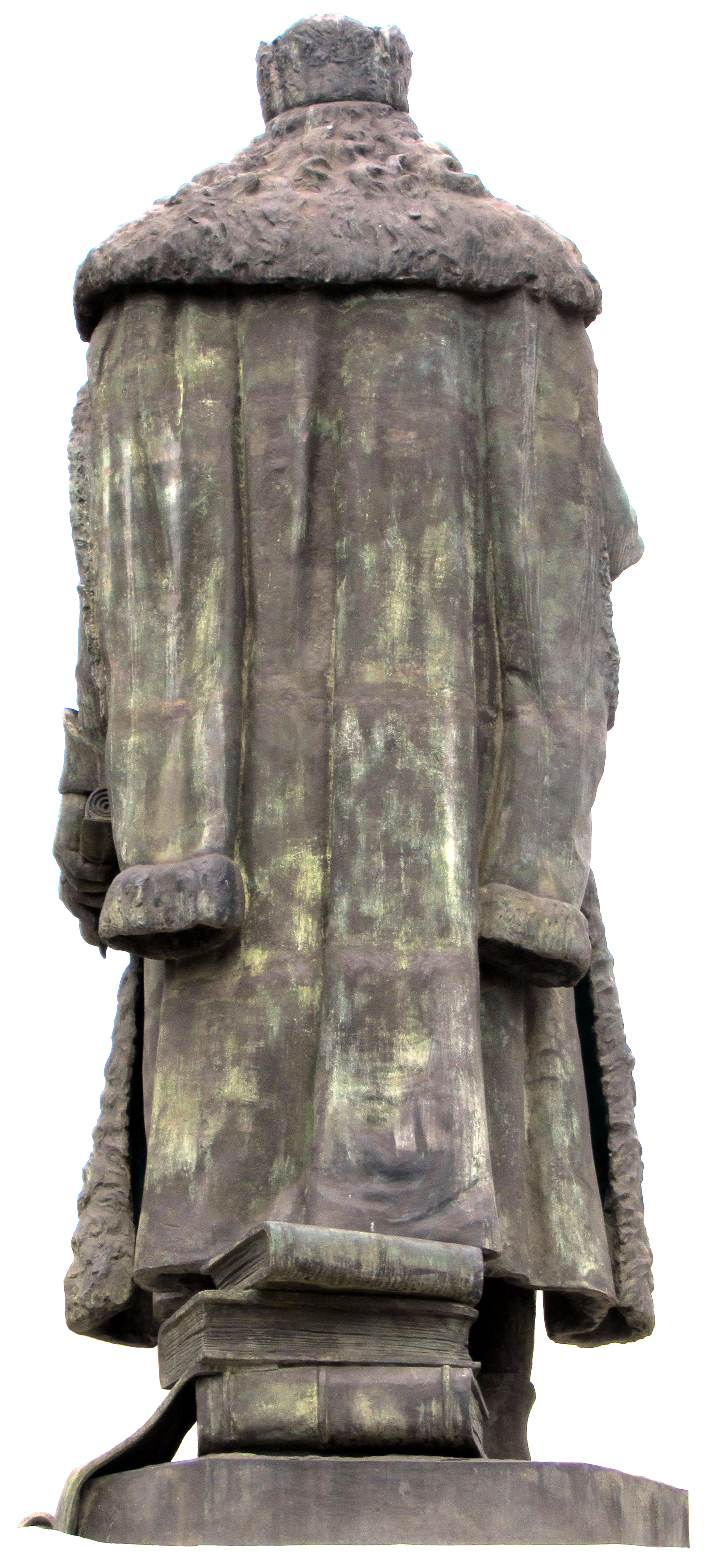
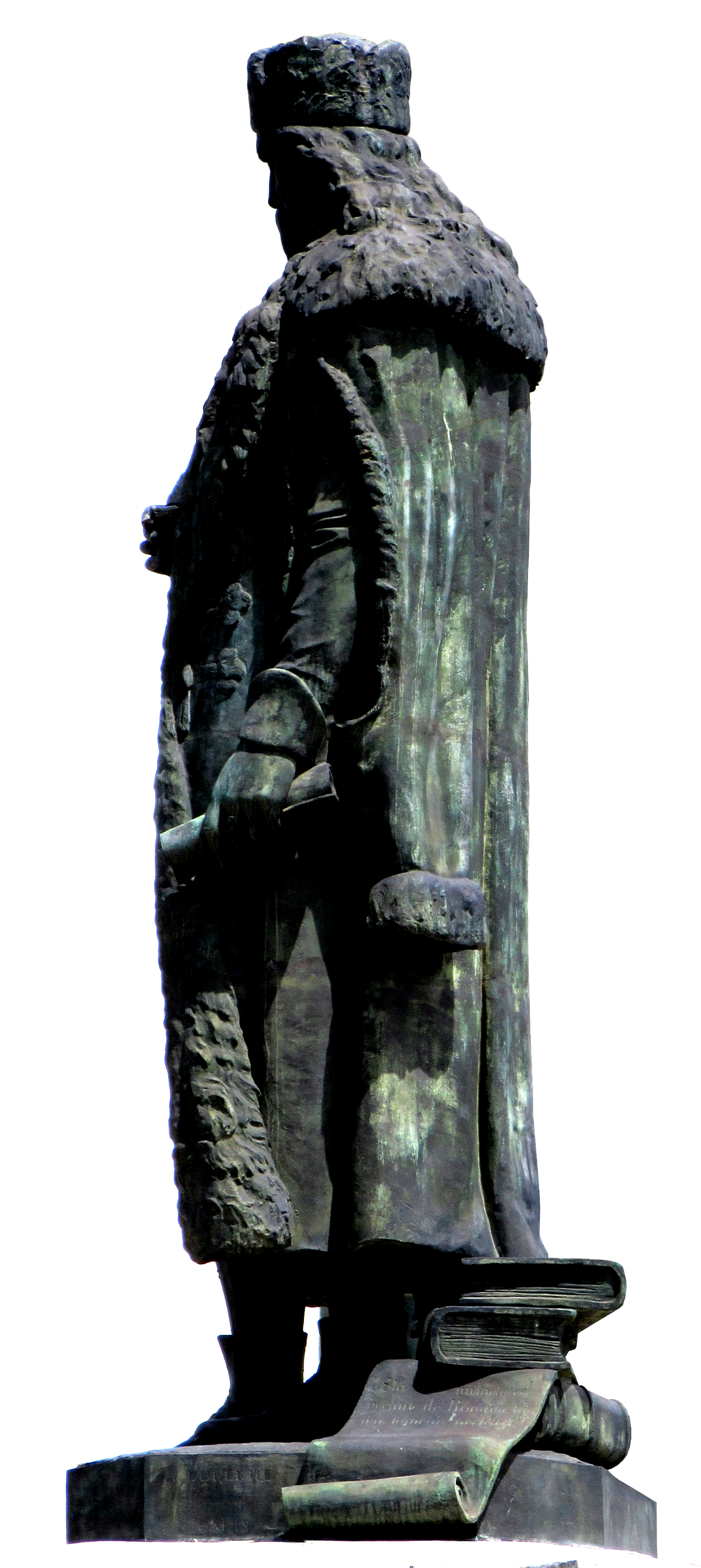

- În deceniul al nouălea al secolului al XIX-lea s-au ridicat mai multe monumente ale unor personalități ale culturii din România, așa cum au fost la București, Statuia lui Gheorghe Lazăr (1883), a lui Ion Georgescu, Statuia Dominiței Bălașa (1884), a lui Karl Storck, și Statuia lui Gheorghe Asachi (1885), a lui Ion Georgescu, și Statuia lui Miron Costin (1888) de la Iași. Comanda statuii lui Miron Costin a fost dată unui artist străin, Wladimir Constantin Hegel, pentru suma de 18.000 lei aur în anul 1888, direct la atelierul sculptorului. Această opțiune a oficialităților a stârnit lungi polemici în presa timpului în care au apărut numeroase articole pro și contra comitetului care a luat această decizie. Celelalte monumente menționate fiind de o calitate artistică superioară, a determinat pe mulți intelectuali să-și exprime dezacordul față de hotărârea comisiei formată din Mihail Kogălniceanu, Nicolae Culianu, V. A. Urechia, Iacob Negruzzi, Nicolae Gane etc, chiar dacă acestea erau personalități marcante ale vieții culturale și politice ale timpului. Membrii comisiei erau unii dintre cei mai înfocați sprijinitori ai culturii românești.[33]

Fără ca să subestimeze experiența și meșteșugul sculptorilor din România, comitetul de inițiativă din Iași a vrut, în spirit concurențial, să depășească realizările artistice care s-au făcut în București, prin atribuirea execuției monumentului unui sculptor străin cu mare notorietate. În acest fel a fost ales Wladimir Hegel, un sculptor polonez care s-a stabilit la Paris. În momentul semnării contractului, Hegel avea 50 de ani și era un artist cunoscut în cercurile pariziene, deoarece avea deja o vechime de zece ani ca profesor de sculptură și făcuse câteva lucrări monumentale ce au fost apreciate la Marsilia (două statui colosale, una pentru un bazin și una pentru o biserică) și Nisa (o statuie imensă pentru un bazin). În Marsilia mai realizase sculpturile pentru doi soldați. Hegel a avut și alte argumente care au dus la alegerea sa pentru această comandă. Era recomandat de președintele Franței, Marie-François-Sadi Carnot, avea convingeri politice republicane, era văduv și dorea să se stabilească în România.

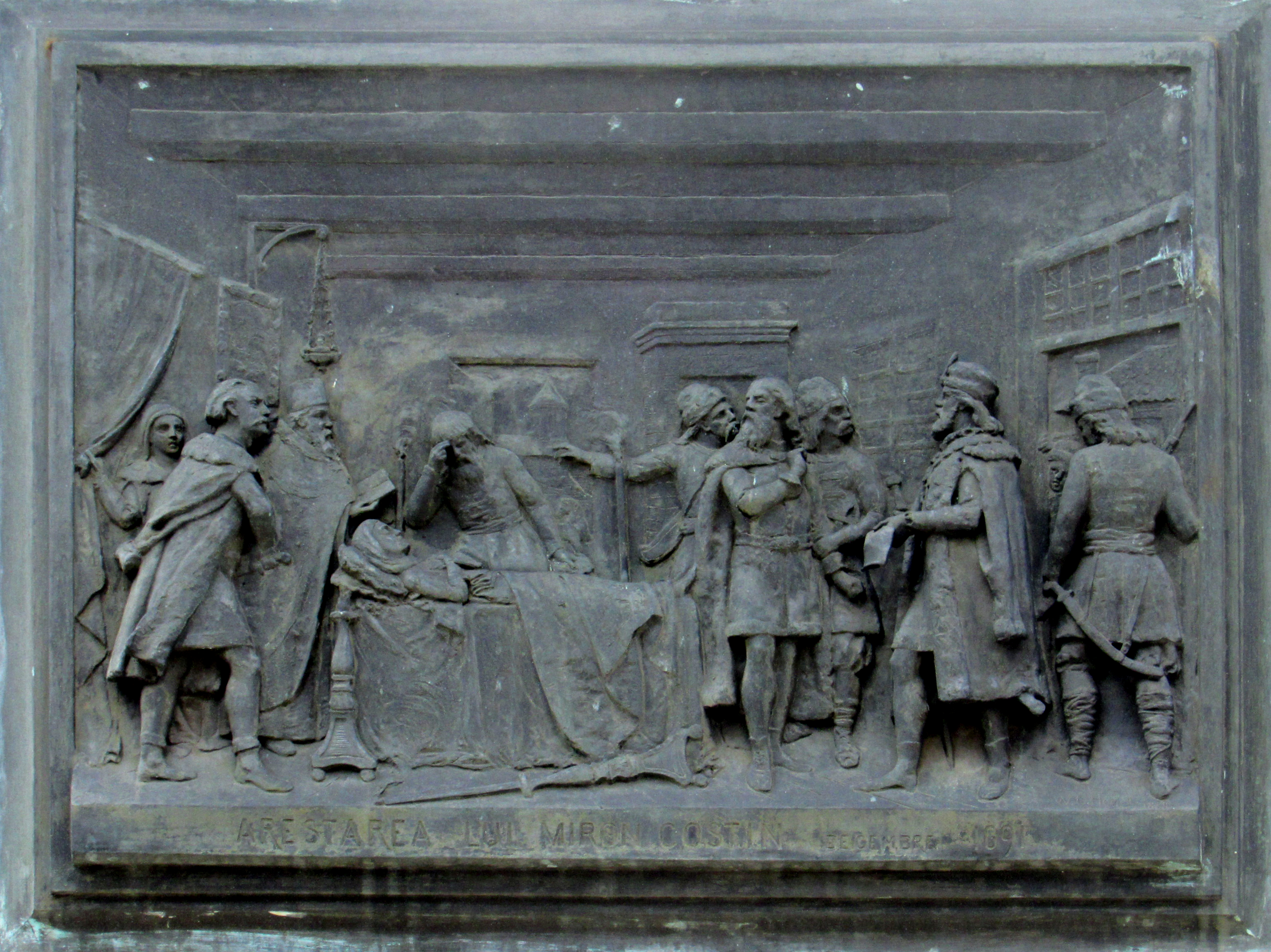
Arestarea lui Miron Costin
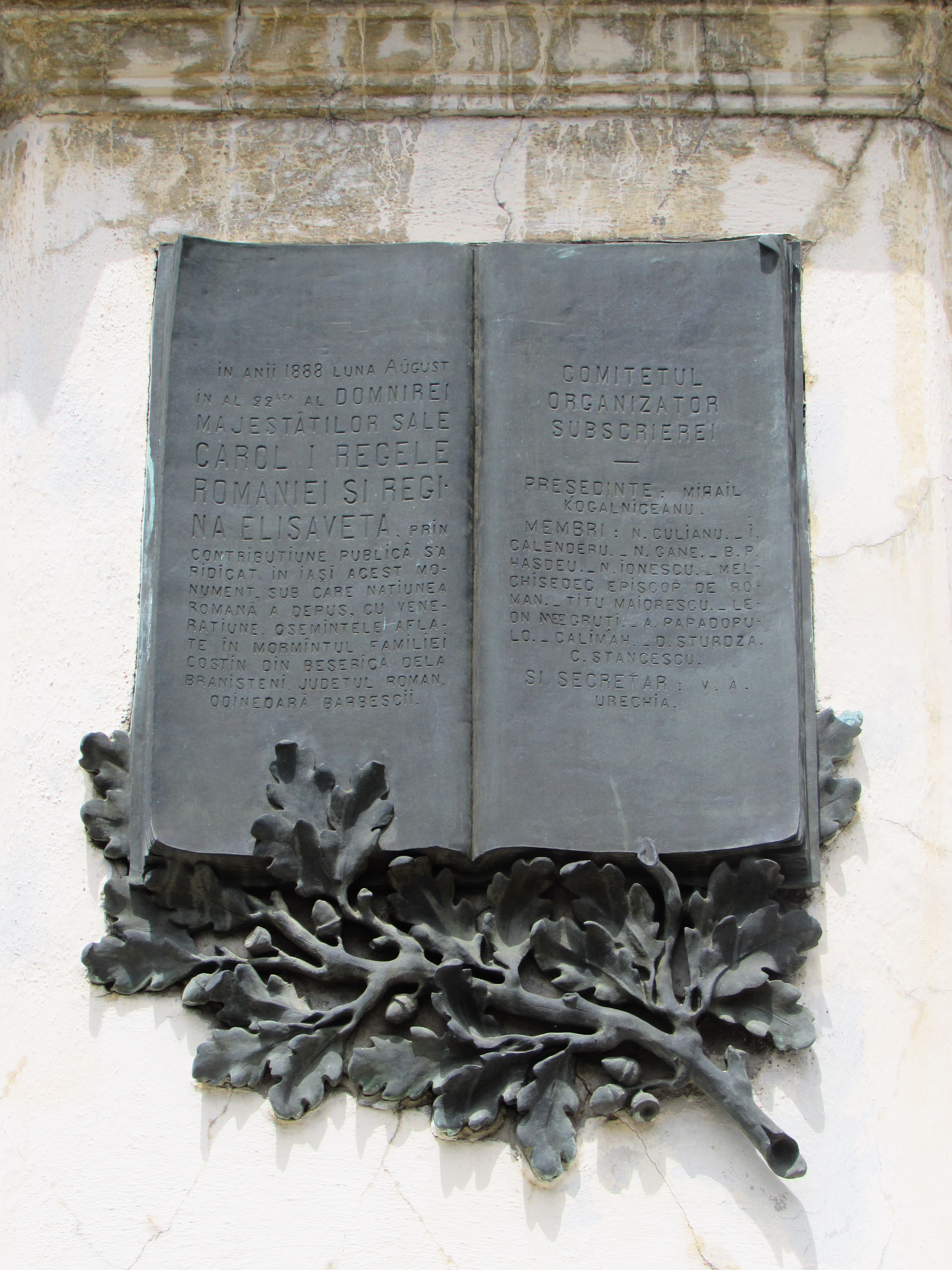
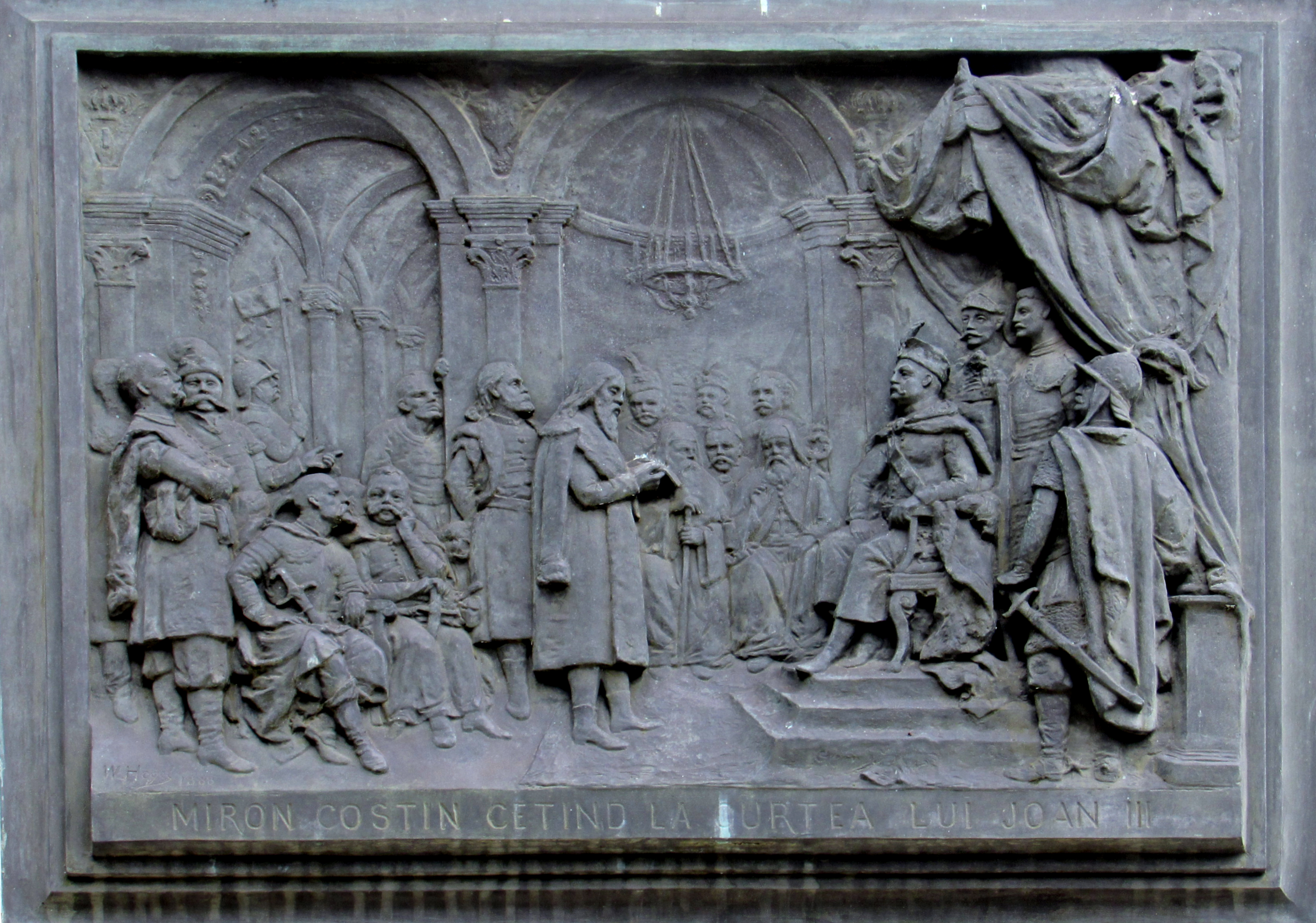
Miron Costin cetind la curtea lui Joan III

În momentul în care Wladimir Hegel a sosit la București, el a fost găzduit de către V. A. Urechia, care era și vicepreședintele comitetului de inițiativă. Urechia l-a prezentat pe Hegel tuturor oficialităților din România. Înainte ca sculptura să fie pusă pe soclul de la Iași, ea a fost expusă câteva zile în rotonda Ateneului Român, începând din data de 26 august 1888.
Pictorul Nicolae Tonitza (1886-1940) considera această statuie drept cea mai bine realizată statuie din România de până atunci. "Cea mai reușită statuie, din câte s-au ridicat pe pământul țării românești este, fără tăgadă, statuia cronicarului Miron Costin, din Iași. Esteții sunt unanimi în această părere. Este cea mai reușită, fiindcă îndeplinește toate calitățile ce se cer unui monument public. E elocventă, fără să fie zbuciumată. E ireproșabilă ca forme anatomice și ca proporții. E ideal adaptată la un soclu cu o arhitectură pitorească și cuminte. E documentat costumată. E expresivă și sugestivă. Și, mai cu seamă, e decorativă și perfect încadrată în decorul înconjurător...''  
Statuia lui Miron Costin din Iași a fost realizată din bronz și dezvelită la 18 septembrie 1888, soclul fiind realizat de arhitecții Kanen și Nicolae Gabrielescu. Pentru realizarea acestei sculpturi, Hegel a consultat mai multe izvoare moldovenești, cronici poloneze și alte documente; se pare că sculptura a fost inspirată de un portret existent la Biserica Teodoreni din satul Burdujeni (astăzi cartier al municipiului Suceava). Cod LMI (Lista Monumentelor Istorice):  IS-III-m-B-04302.
- Statuia lui Vasile Alecsandri din Iași - realizată din bronz și dezvelită la 15 octombrie 1906. În august 1890, Consiliul comunal al orașului Iași hotărăște, la inițiativa lui Vasile Pogor, ridicarea statuii lui Vasile Alecsandri. În acest scop s-au împărțit 1.000 de liste de subscripție. După 10 ani, Pogor îl contactează pe Wladimir C. Hegel, care se angajează să facă statuia pentru 30.000 de lei. Statuia a fost dezvelită în anul 1906.

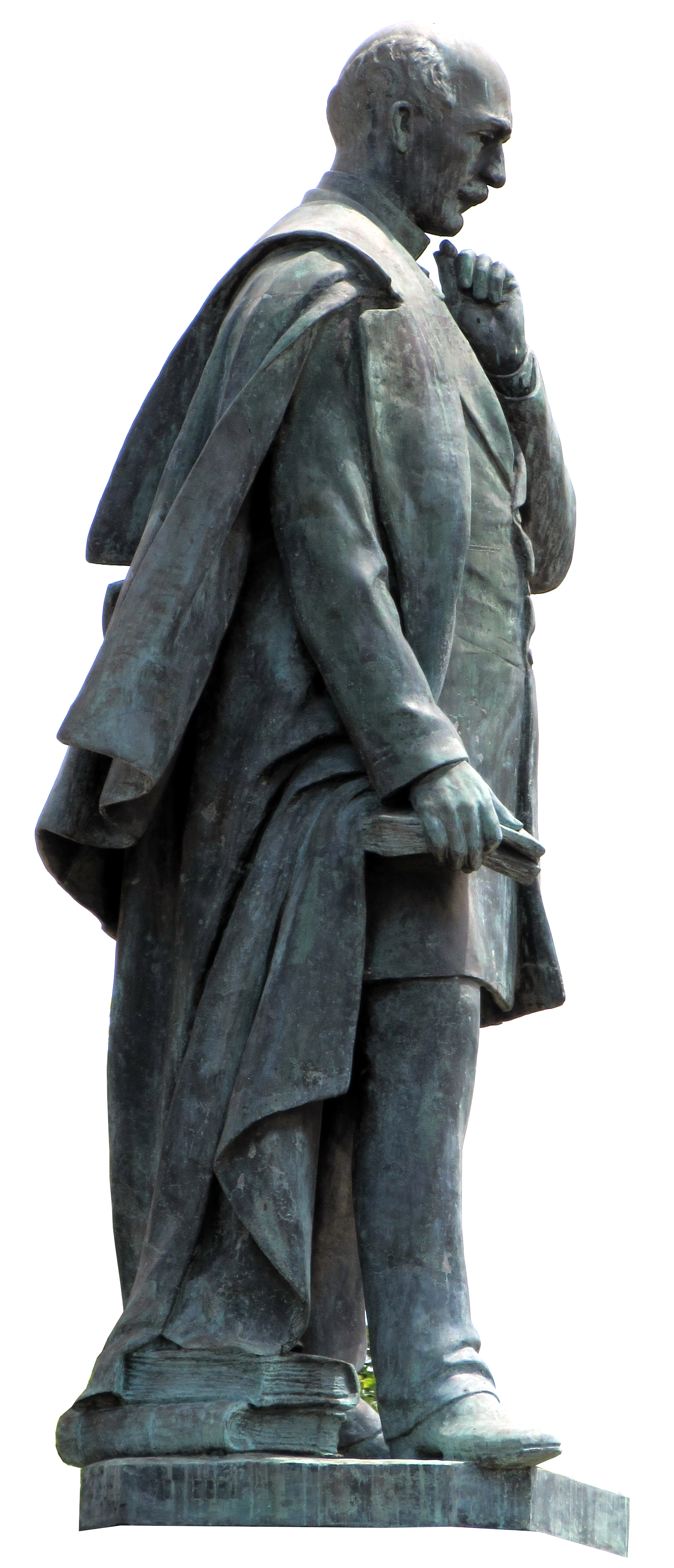
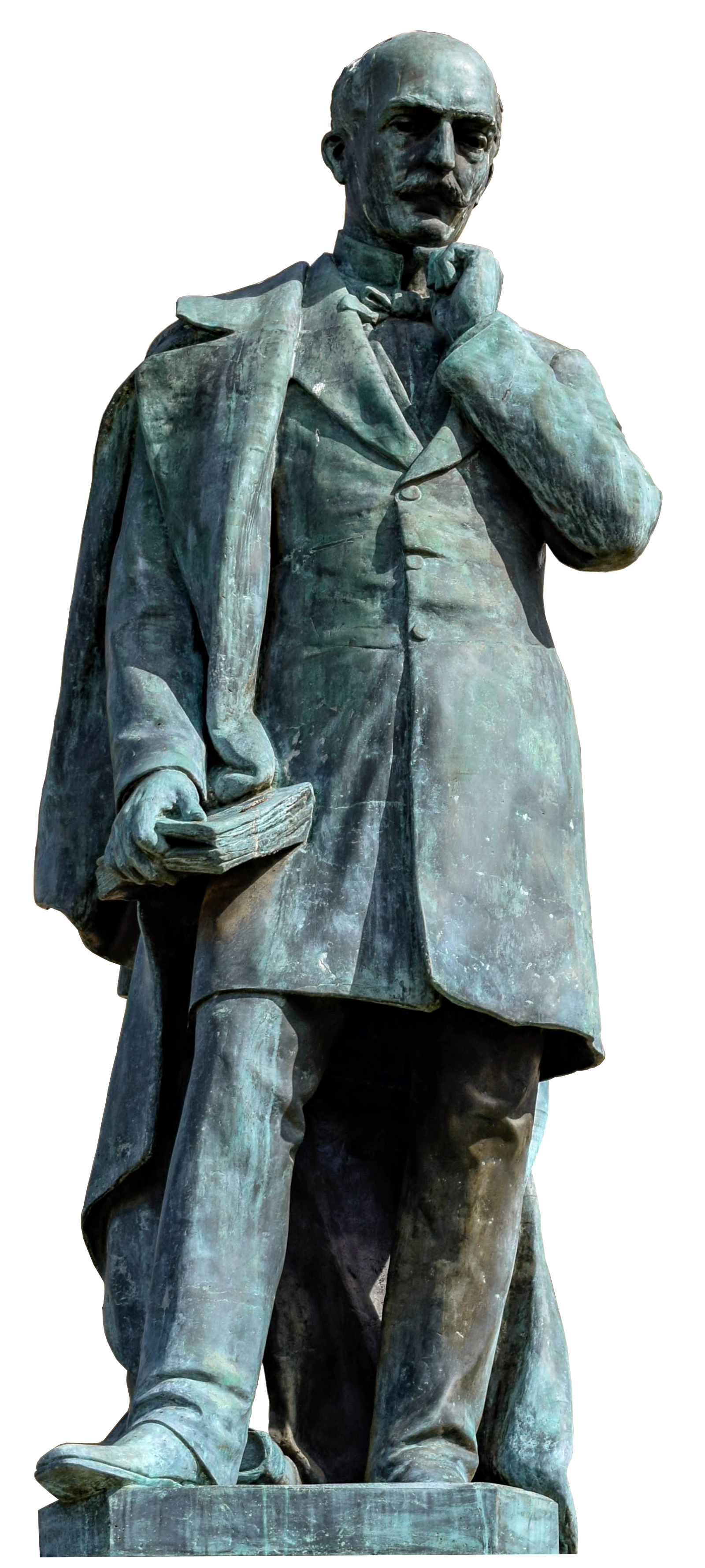
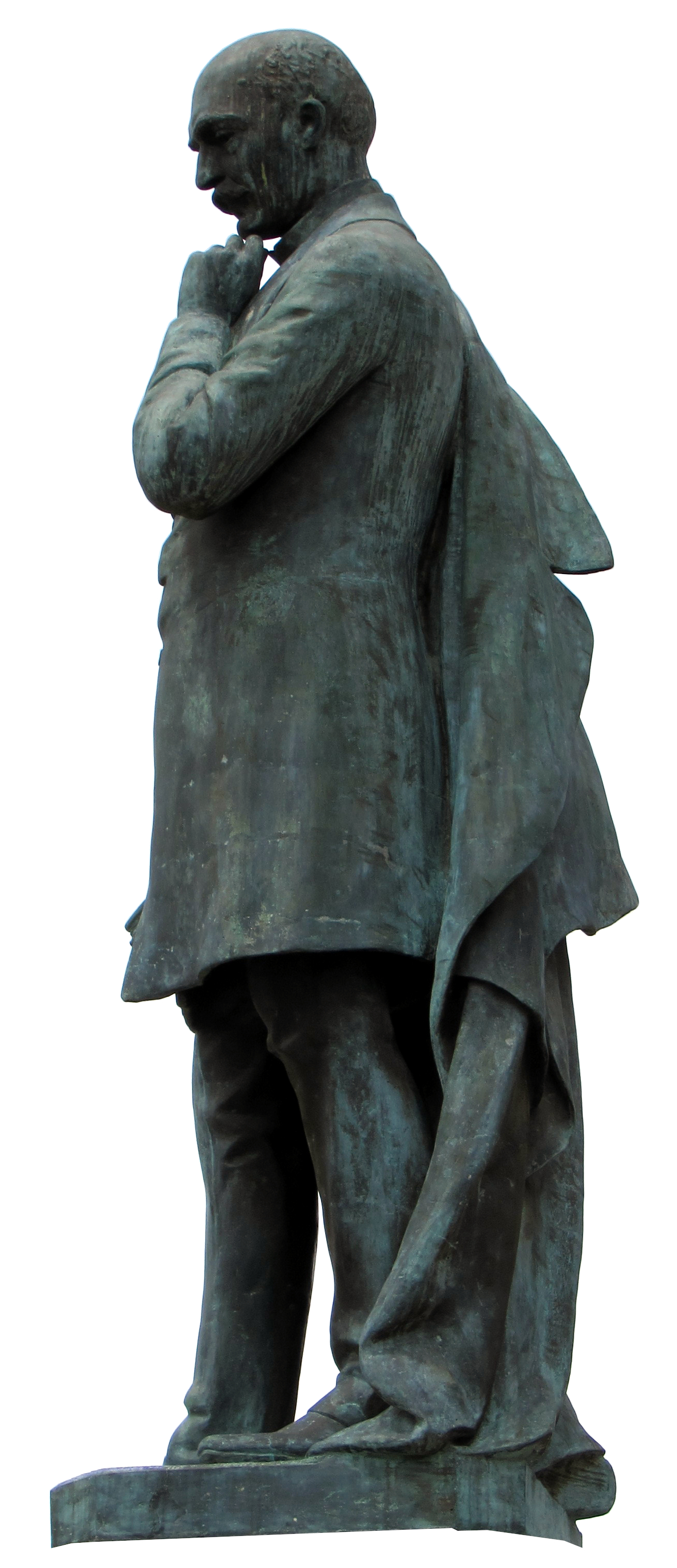
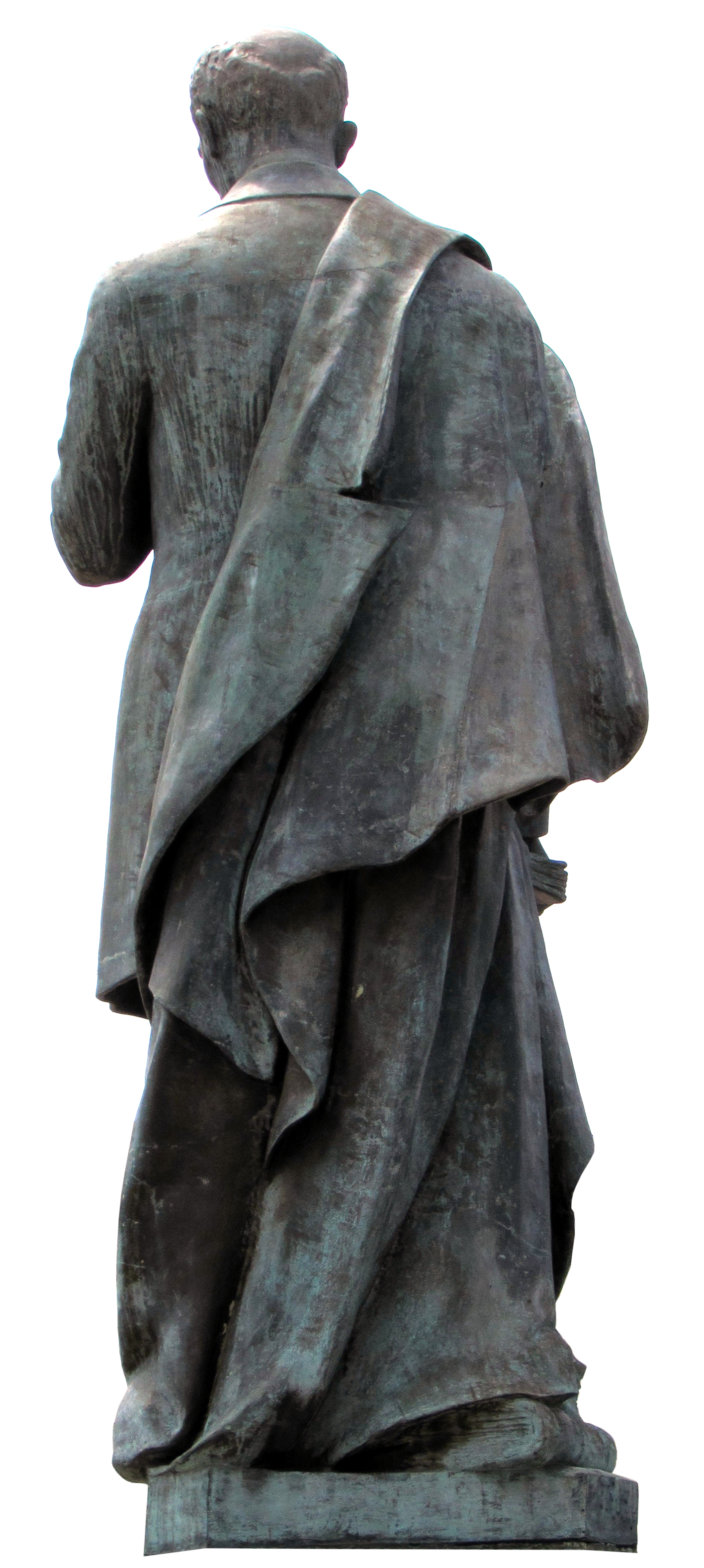

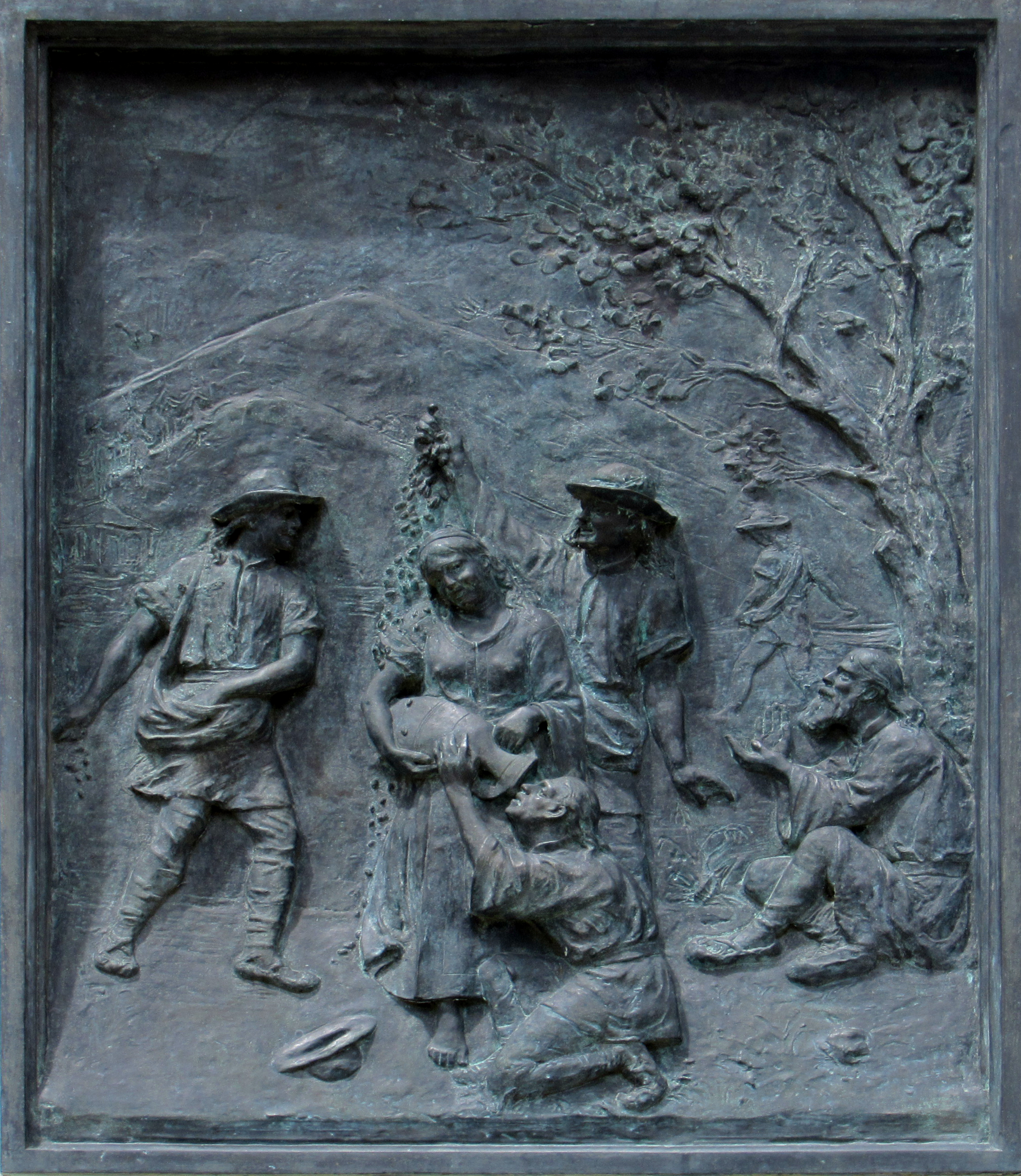
„Juna Rodica”
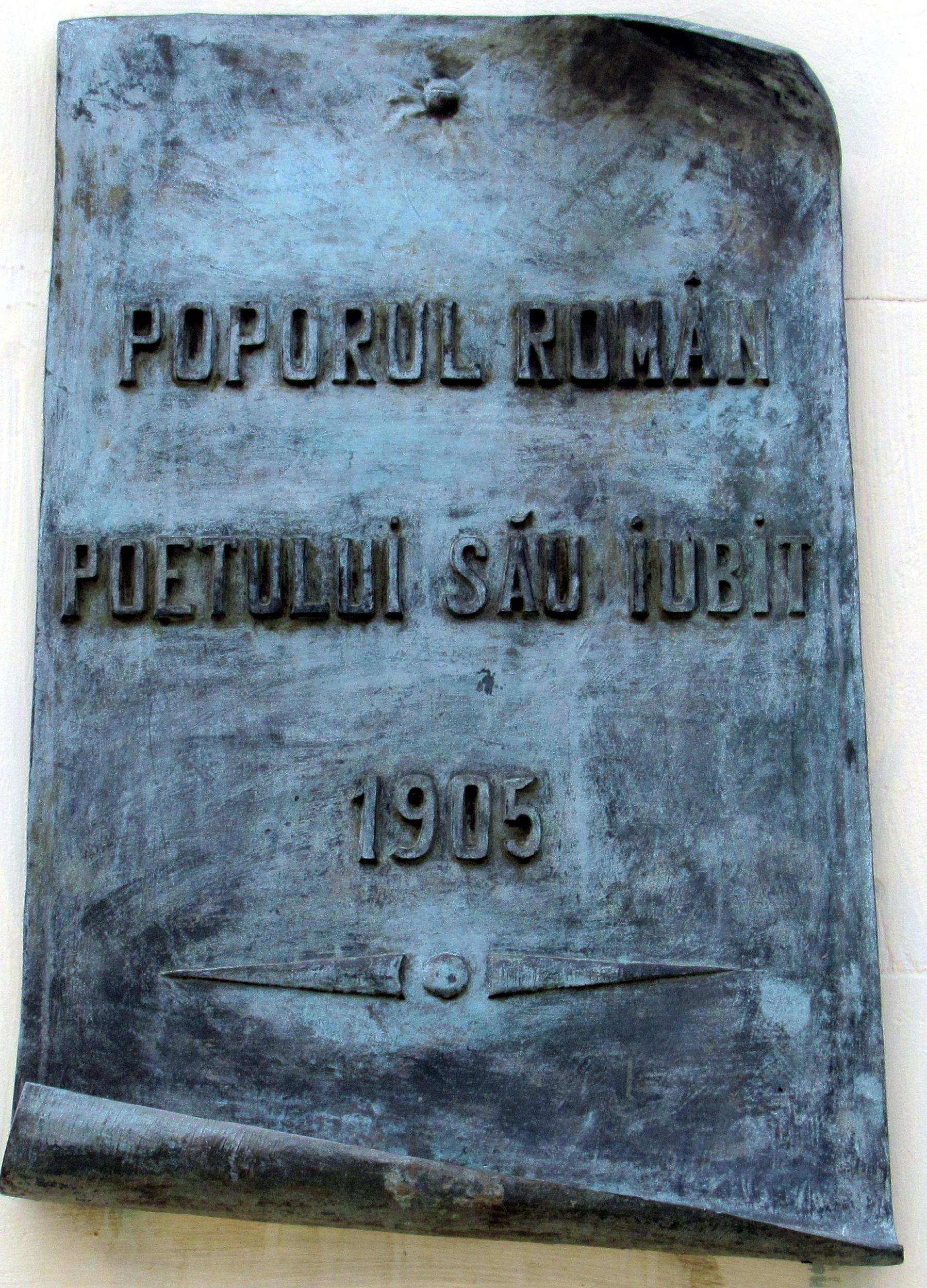
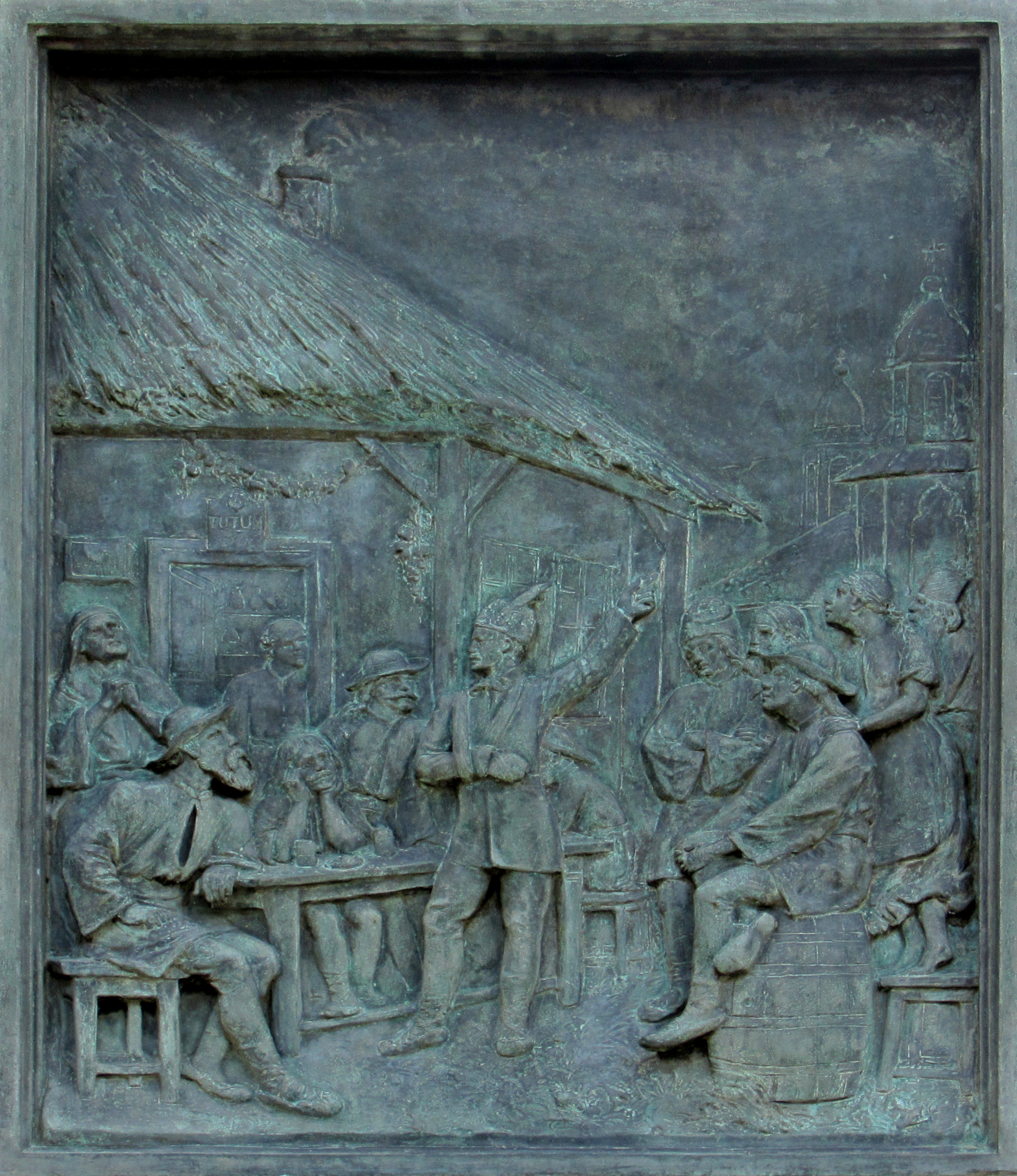
„Peneș Curcanul”

- Bustul lui Vasile Alecsandri din Bacău, turnat în bronz, realizat în mărime naturală, cu detalii anatomice și vestimentare tipice sculpturii din secolul al XIX-lea, a fost instalat în anul 1897 în grădina publică, pe un piedestal de piatră cioplită cu inscripții pe toate laturile pietrei. În prezent, bustul se află, din păcate fără soclul de epocă, în fața Colegiului Național "V.Alecsandri". Cod LMI (Lista Monumentelor Istorice):  BC-III-m-B-00922[37].

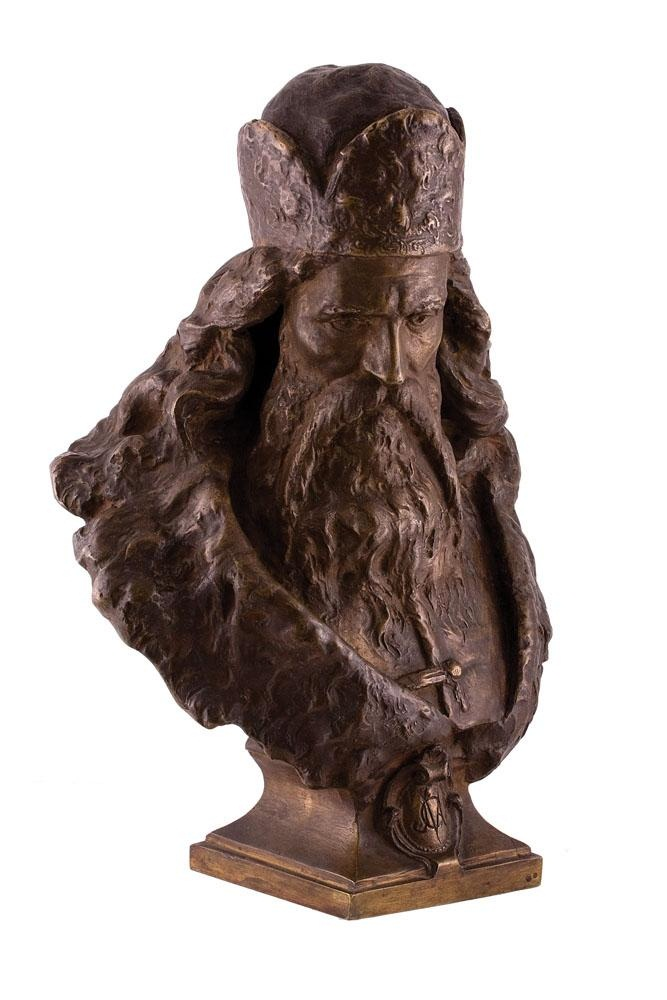
Sculptura de interior a lui Miron Costin de la Muzeul Național de Artă al României

- Monumentul Eroilor Pompieri din București - realizat din bronz și dezvelit la 13 septembrie 1901. Inițial amplasat pe Dealul Spirii, în fata Arsenalului Armatei, a fost mutat în anii `80, ca urmare a construirii Casei Poporului -in prezent, Palatul Parlamentului - monumentul a fost mutat la intersecția Căii 13 Septembrie cu Str. Izvor, în fața Hotelului Marriott. Monumentul este închinat eroilor pompieri care au ripostat trupelor otomane venite să înnăbușe revoluția din 1848. Monumentul Eroilor Pompieri fusese înscris la poziția 135 pe lista monumentelor de artă din HCM 1860A/1955[38].

- Bustul Reginei Elisabeta de la Muzeul Național Peleș - realizat din marmură în anul 1891. Regina Elisabeta este reprezentată bust, cu capul ușor întors spre dreapta, cu părul prins coc și diademă. Lucrarea aparține seriei de busturi ale unor personalităti culturale și politice din epocă.[39].

- Bustul lui Mihai Kogălniceanu de la Academia Română - realizat din bronz patinat în anul 1893. Kogălniceanu i-a pozat sculptorului la Constanța în 1893, bustul fiind realizat de către sculptor în cel mai bun stil neoclasic. Hegel a mai executat o mască din gips, care, împreună cu acest portret, i-au servit artistului pentru monumentele de la Iași și Piatra Neamț[40].

- Bustul lui Mihai Kogălniceanu de la Galați, ridicat la numai doi ani de la încetarea din viață a lui Mihail Kogălniceanu, este amplasat pe strada Domnească nr. 111, în fața Facultății de Mecanică a Universității „Dunărea de Jos”. Cod LMI (Lista Monumentelor Istorice):  GL-III-m-B-03135.[41]

- Monumentul lui C. A. Rosetti din București, inaugurat la 20 aprilie 1903. Monumentul este înscris în Lista monumentelor istorice 2004 - Municipiul București la nr. crt. 2359. Cod LMI 2004:  B-III-m-A-20030, cu denumirea "Monumentul lui C. A. Rosetti"[42].

- Coloana comemorativă de la Muzeul Național Peleș - realizată din bronz în anul 1903. Lucrarea este un proiect al unui monument comemorativ de mari dimensiuni, proiectat de Hegel pentru a celebra victoria armatei române în Războiul de Independență. Pe fusul coloanei sunt redate episoade din timpul războiului, lucrarea făcând, tipologic, referire la Columna lui Traian de la Roma. Poartă inscripția: 1877-78/ REGELUI CAROL I/ CORPUL DE GENIU ROMÂN/1903[43].

- Sculptura de interior a lui Miron Costin de la Muzeul Național de Artă al României - realizat din bronz și nedatat. În această reprezentare, Miron Costin are barbă, mustață și plete, iar pe cap poartă o coroană.
- Monumentul lui Dinicu Golescu din București, ridicat în 1908, se află la intersecția bulevardului Dinicu Golescu și a străzii Mircea Vulcănescu (fostă Ștefan Furtună). Îl reprezintă pe Dinicu Golescu (1777-1830) și pe cei patru fii ai săi, Ștefan Golescu (1809-1874), Nicolae Golescu (1810-1877), Radu Golescu (1814-1882) și Alexandru Golescu (1818-1873). La ridicarea monumentului, W. Hegel a sculptat statuia lui Dinicu Golescu și a colaborat cu sculptorii Carol Storck și Dimitrie D. Mirea pentru busturile fiilor acestuia.[44]

În perioada antebelică, aleile Grădinii Ateneului Român erau împodobite cu busturile care reprezentau mari oameni politici, de cultură sau artiști români. O parte din acestea au fost create de W. C. Hegel: Mihail Kogălniceanu, P.S. Aurelian, Ienăchiță Văcărescu, Constantin Esarcu, Vasile Urechea-Alexandrescu, C. I. Stăncescu. Din păcate, acestea nu s-au păstrat, pentru că au fost distruse în anii regimului comunist.

## Galerie

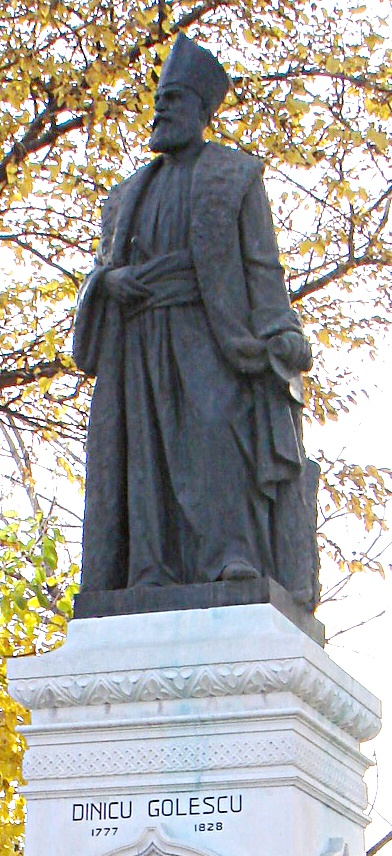
Monumentul lui Dinicu Golescu din București
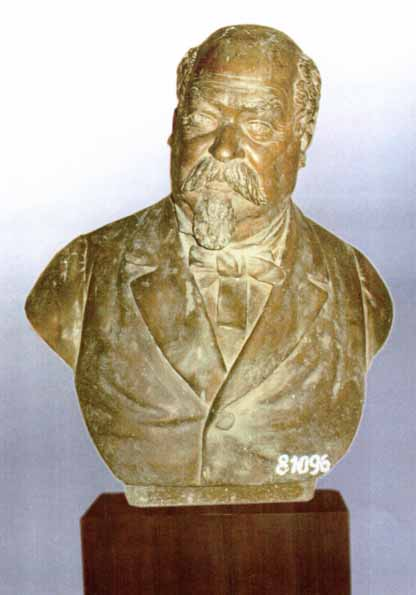
Bustul lui Mihai Kogălniceanu de la Academia Română
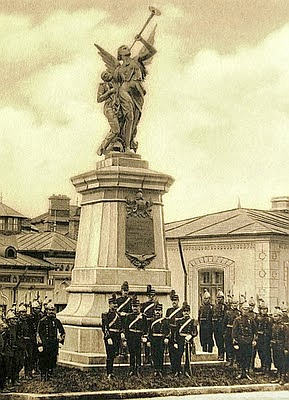
Monumentul Eroilor Pompieri din București
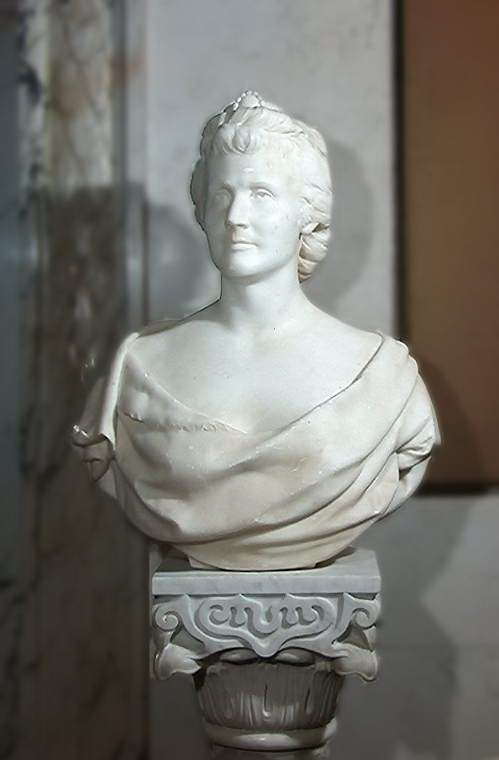
Bustul Reginei Elisabeta de la Muzeul Național Peleș
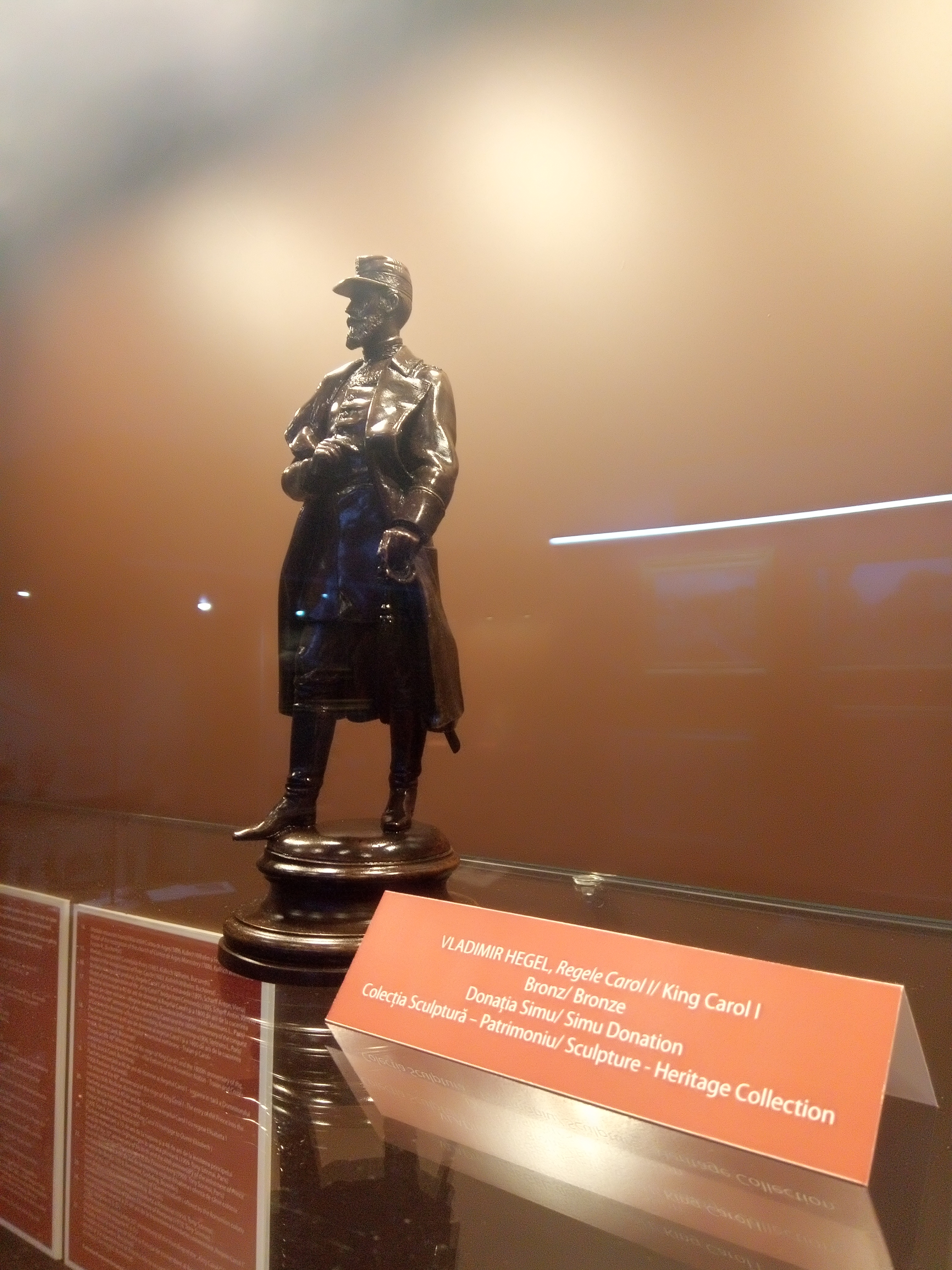
Carol I

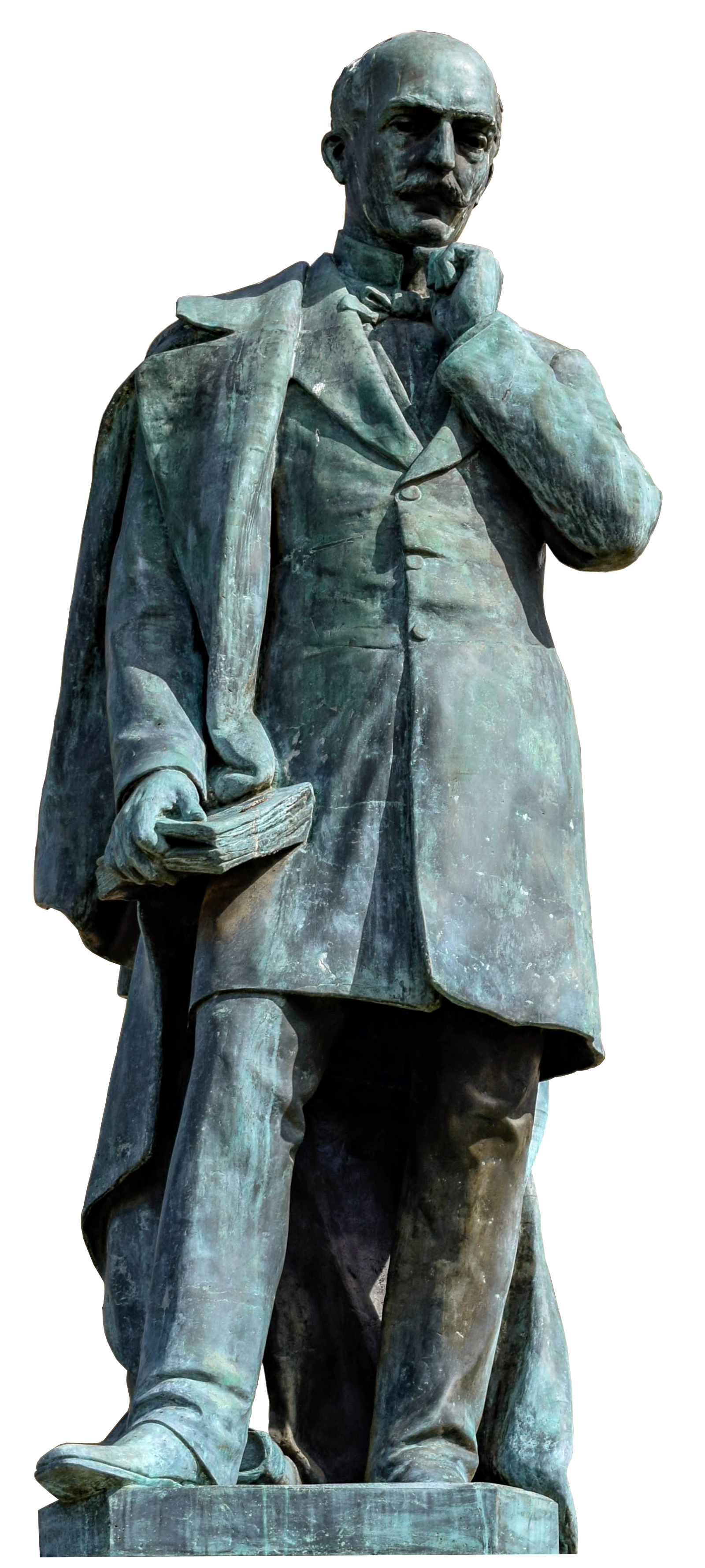
Monumentul lui Vasile Alecsandri
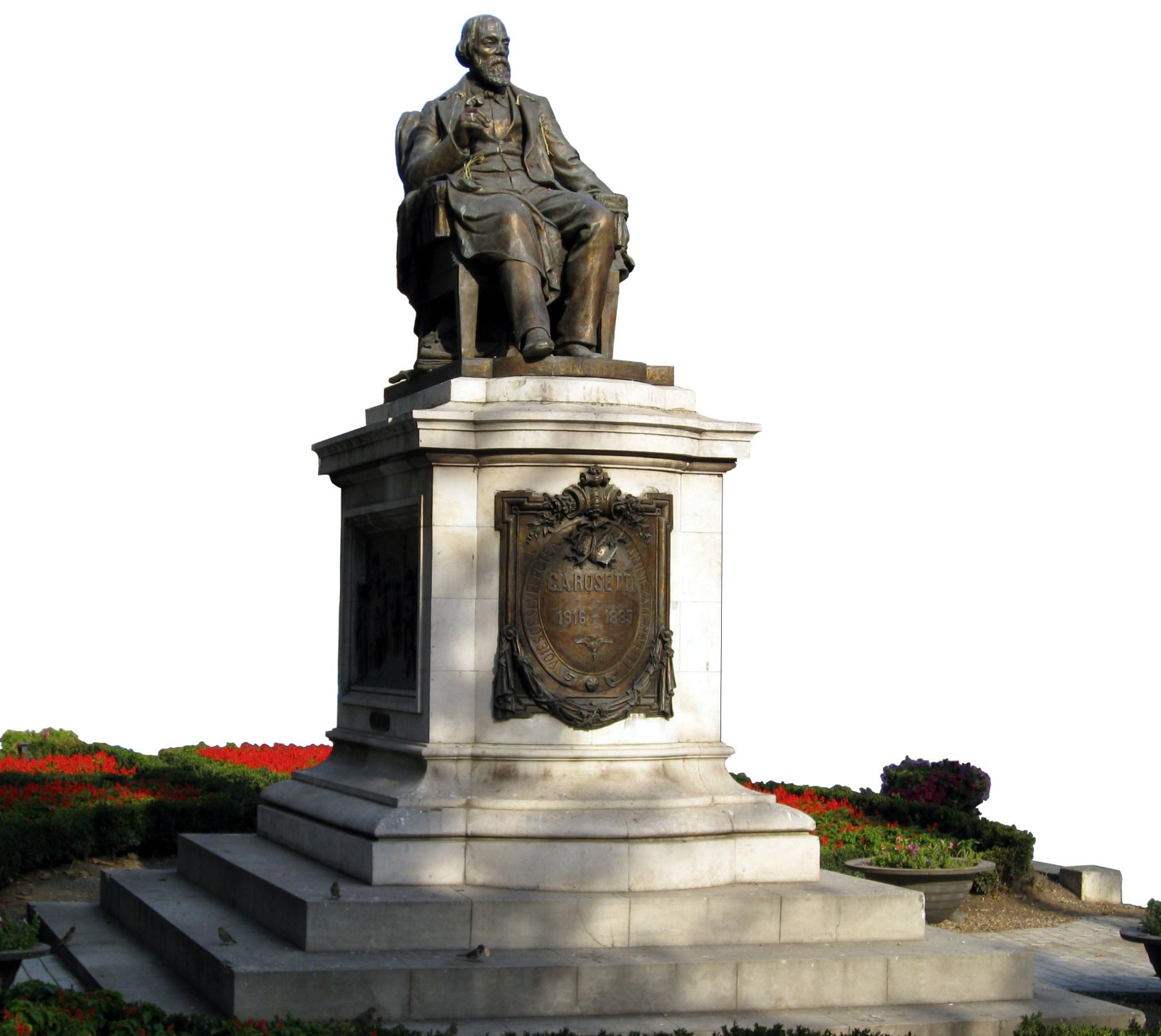
Statuia lui C. A. Rosetti
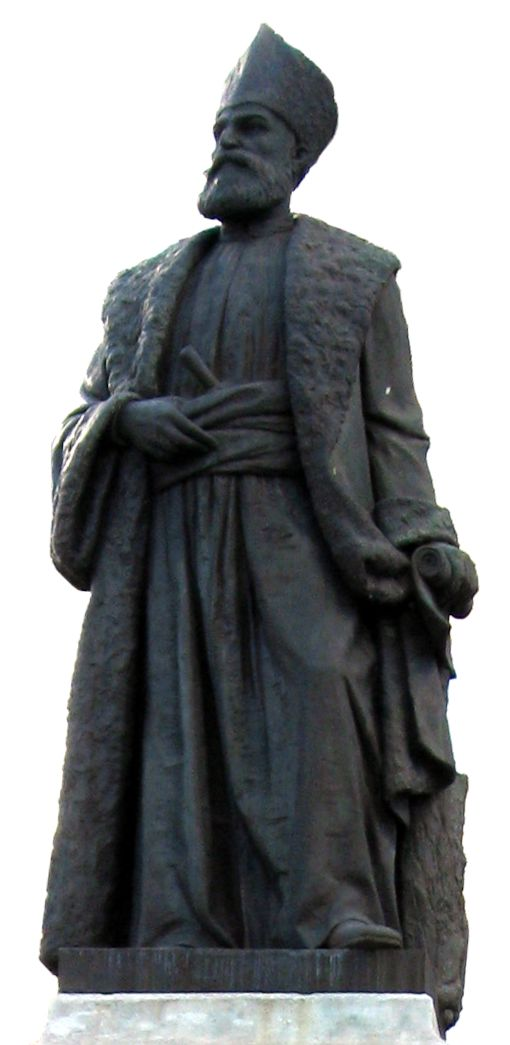
Dinicu Golescu
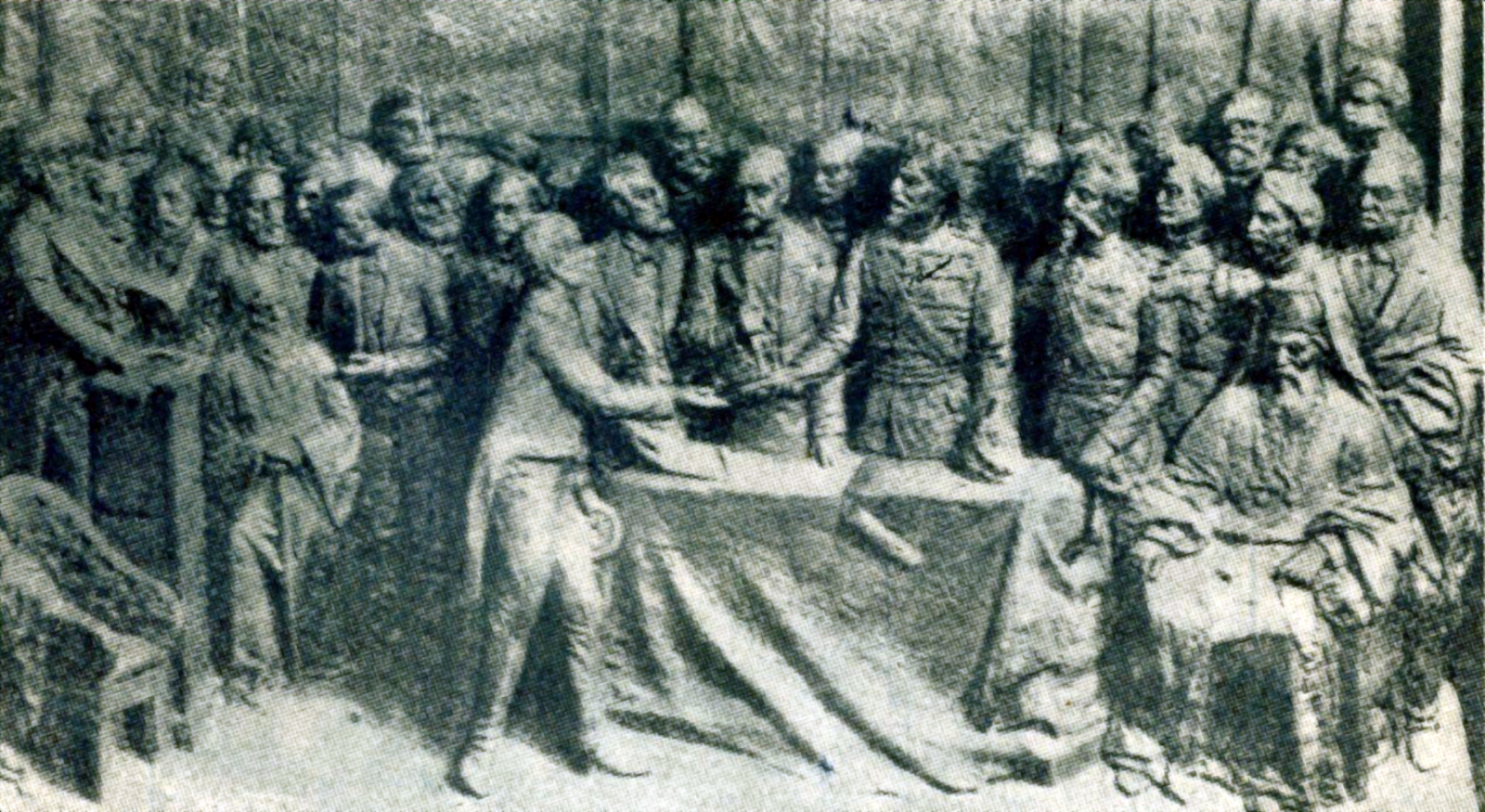
Cuza inaugurând Universitatea din Iași

## Expoziții
Expoziții de grup:
- 1894 - Expoziția Artiștilor în Viață, București;
- 1902, 1905 - Expoziția Cercului Artistic, București;
- 1910 - Salonul Oficial, București;
- 1913 - Tinerimea artistică, București.

## Controverse
- A Sculpturile alegorice care decorează Palatul de Justiție din București nu au fost identificate nici până la sfârșitul secolului al XX-lea cu privire la cine sunt autorii lor. Aceștia au fost enumerați în informații de presă care se contrazic și de cele mai multe ori sunt lacunare. Informațiile care stau la baza știrilor pentru statuile executate de Carol Storck, se regăsesc in  articolul intitulat Instituții publice bucureștene cu sculpturi de Carol Storck, apărut în Arhitectura nr. 2 din 1989. Se presupunea că două din cele trei alegorii ar fi plasate în dreapta și respectiv, în stânga, orologiului, a treia rămânând neidentificată. În anul 1994 au avut loc lucrări de restaurare a fațadei și istoricul Petre Oprea a urcat pe schelele șantierului ca să identifice statuile. Astfel că, a identificat a patra statuie (cea care are mâna ruptă, de la stânga la dreapta, care este semnată lângă picior cu C. Storck 1895. Nu se știe titlul ei. Statuii din dreapta orologiului identificată tot de Oprea cu ani în urmă, i-a fost redescoperită paternitatea tot de Oprea în 1989. Pe plinta ei există semnătura sculptorului Giorgio Vasilesco, 1896. Prin această descoperire, Oprea a făcut legătura cu mențiunile făcute de Léo Bachelin din L’Indépendance Roumaine din 15/27 noiembrie 1898, care a spus că "... lui (Vasilesco, n.r.), împreună cu Georgescu i s-a dat comanda statuilor care împodobesc fațada Palatului de Justiție". Oprea a mai aflat că la cea de a doua statuie de la stânga la dreapta există semnătura Fr. Storck 1901. Petre Oprea a mai menționat că statuia de deasupra orologiului, cea care s-a distrus ca urmare a cutremurului din 1940 era executată de Wladimir Hegel. Există și informații despre acest fapt în Universul literar din 16 octombrie 1906. Fotografia statuii lui Hegel a fost publicată în Ilustrațiunea română din 7 octombrie 1906 și în Magazinul din noiembrie 1906. Descrierea este "... un personaj feminin, bogat înveșmântat, stând pe un tron într-o ținută solemnă, cu mâna dreaptă ridicată ținând crucea dreptății, întrucât reprezintă justiția".[46]

Statuie alegorică 1 - Palatul de Justiţie din Bucureşti, sculptor (?)
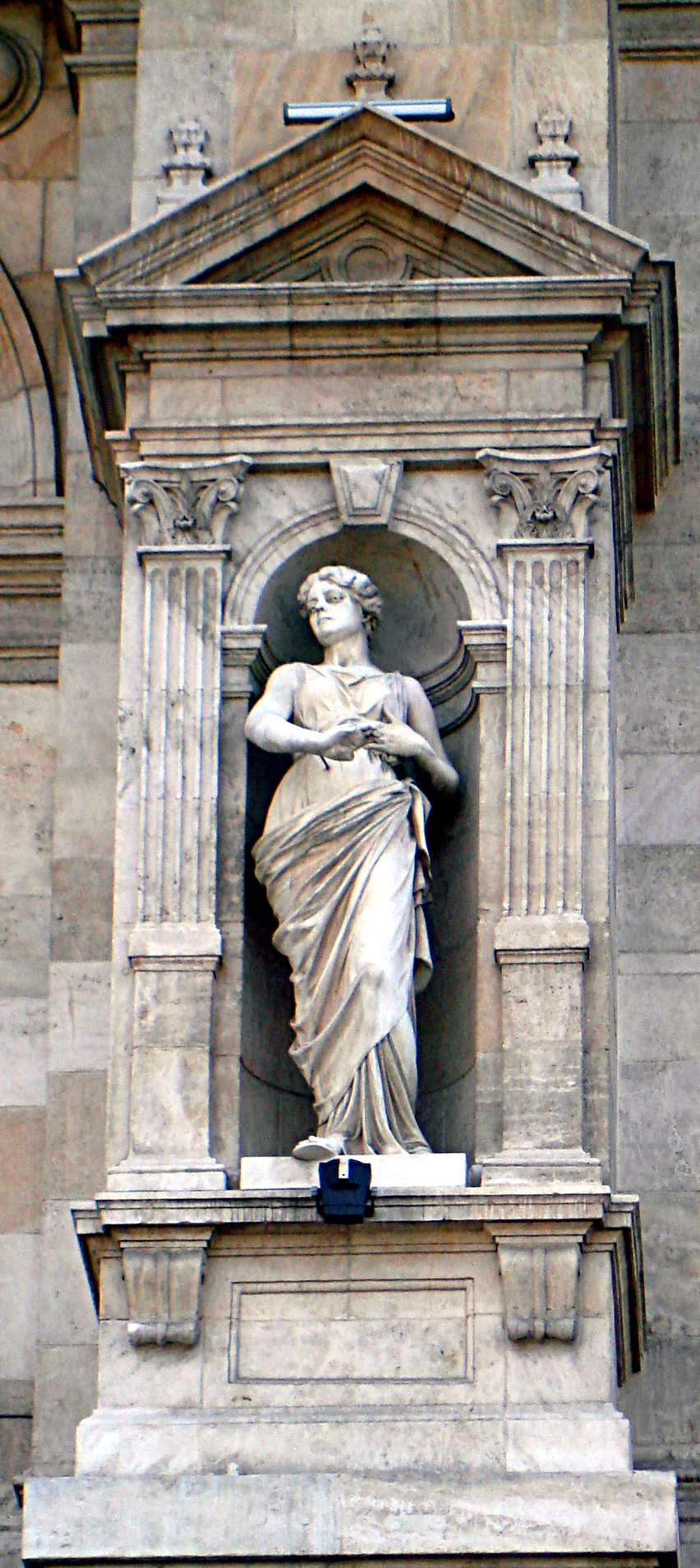
Statuie alegorică 2 - Palatul de Justiţie din Bucureşti, sculptor Frederic Storck 1901
Statuie alegorică 3 - Palatul de Justiţie din Bucureşti, sculptor (?)
Statuie alegorică 4 - Palatul de Justiţie din Bucureşti, sculptor Carol Storck 1895
Statuie alegorică 5 - Palatul de Justiţie din Bucureşti, sculptor (?)
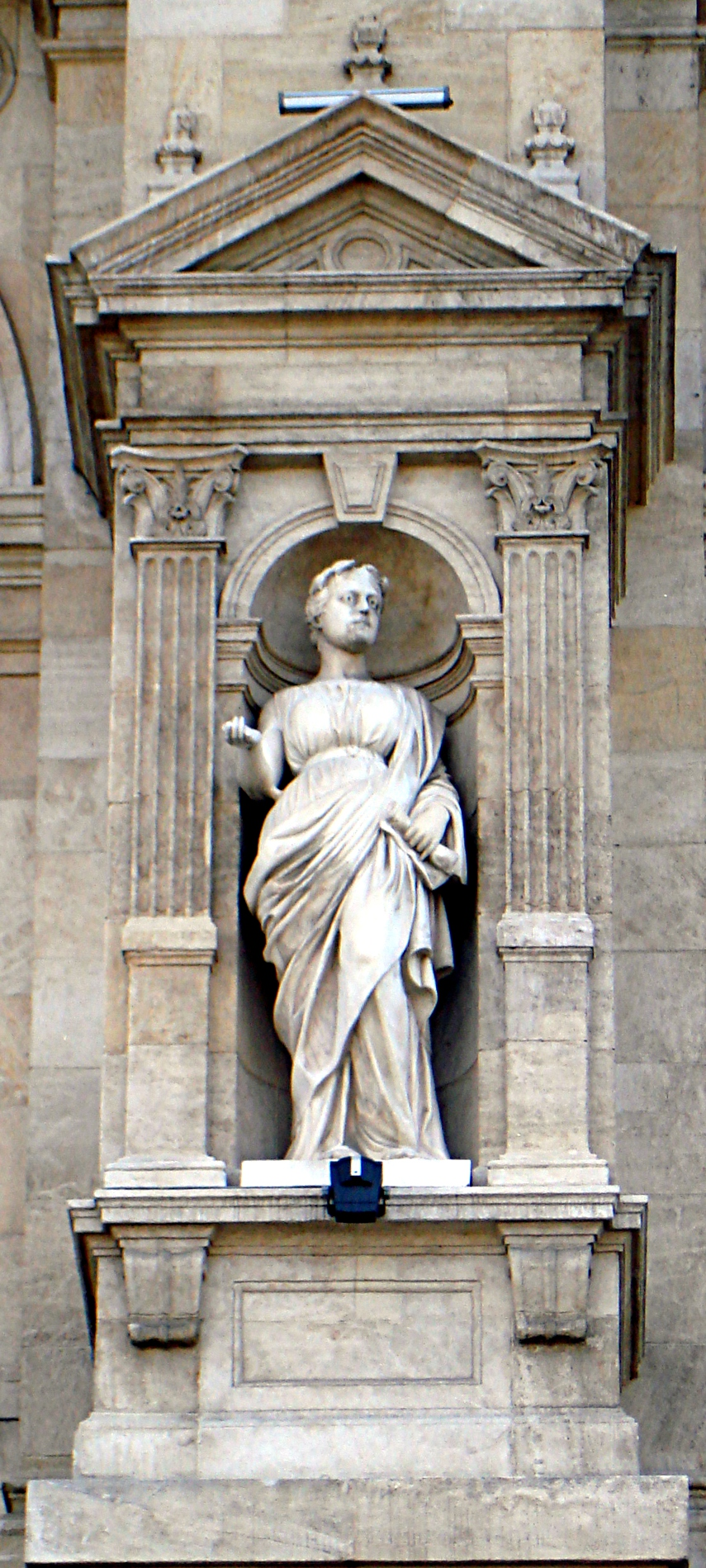
Statuie alegorică 6 - Palatul de Justiţie din Bucureşti, sculptor (?)